# Artillerietruppe (Deutsches Kaiserreich)

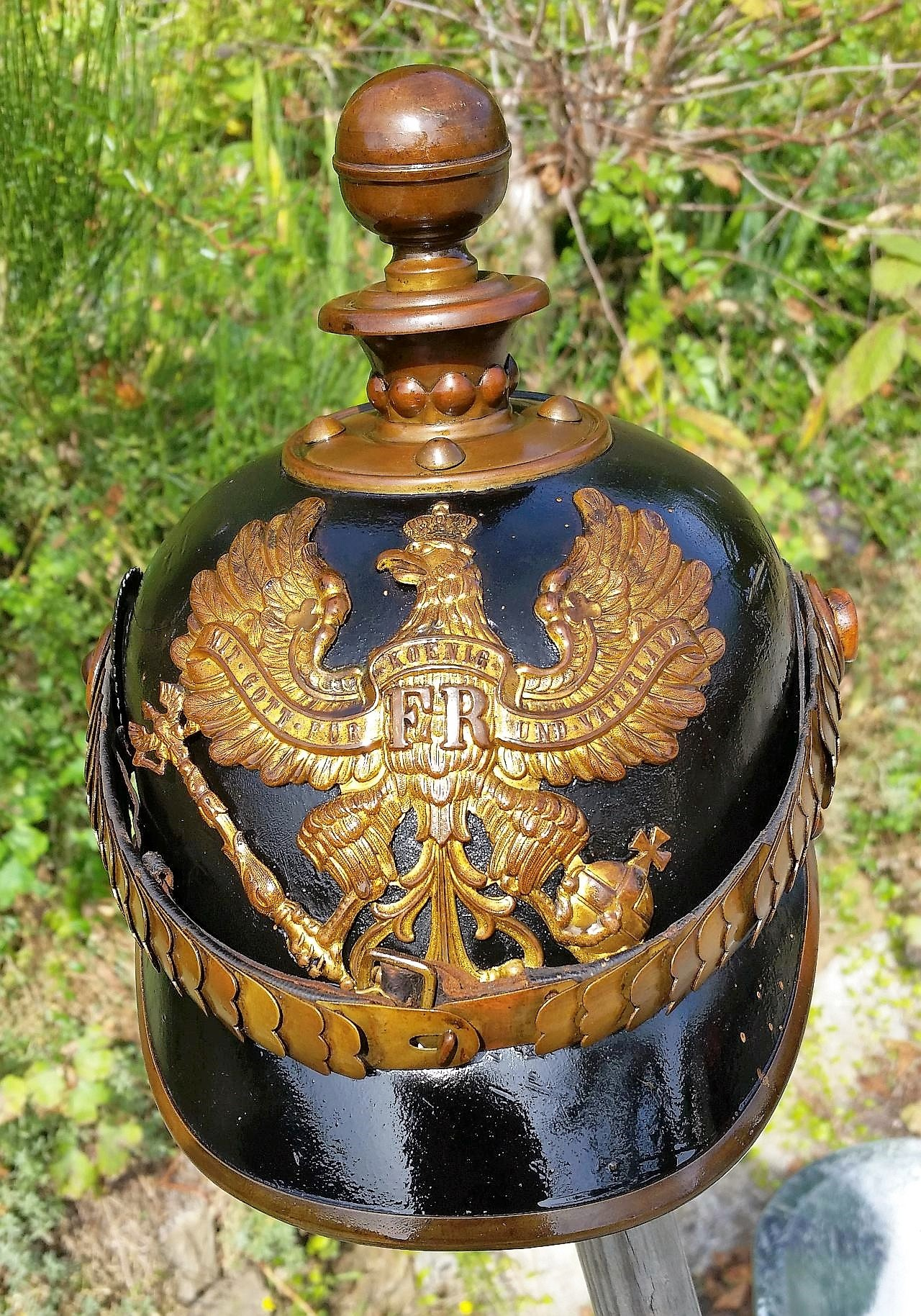
Preußischer Artilleriehelm mit Devise Mit Gott für König und Vaterland

Die Artillerietruppe des Heeres im Deutschen Reich umfasste die artilleristischen Kräfte des Heeres. Diese setzte sich zusammen aus der Feldartillerie und der Fußartillerie mit der Festungs- und der Belagerungsartillerie.
Zum Einsatz kam die Artillerietruppe hauptsächlich während des Ersten Weltkriegs von 1914 bis 1918.

## Schießende Artillerie

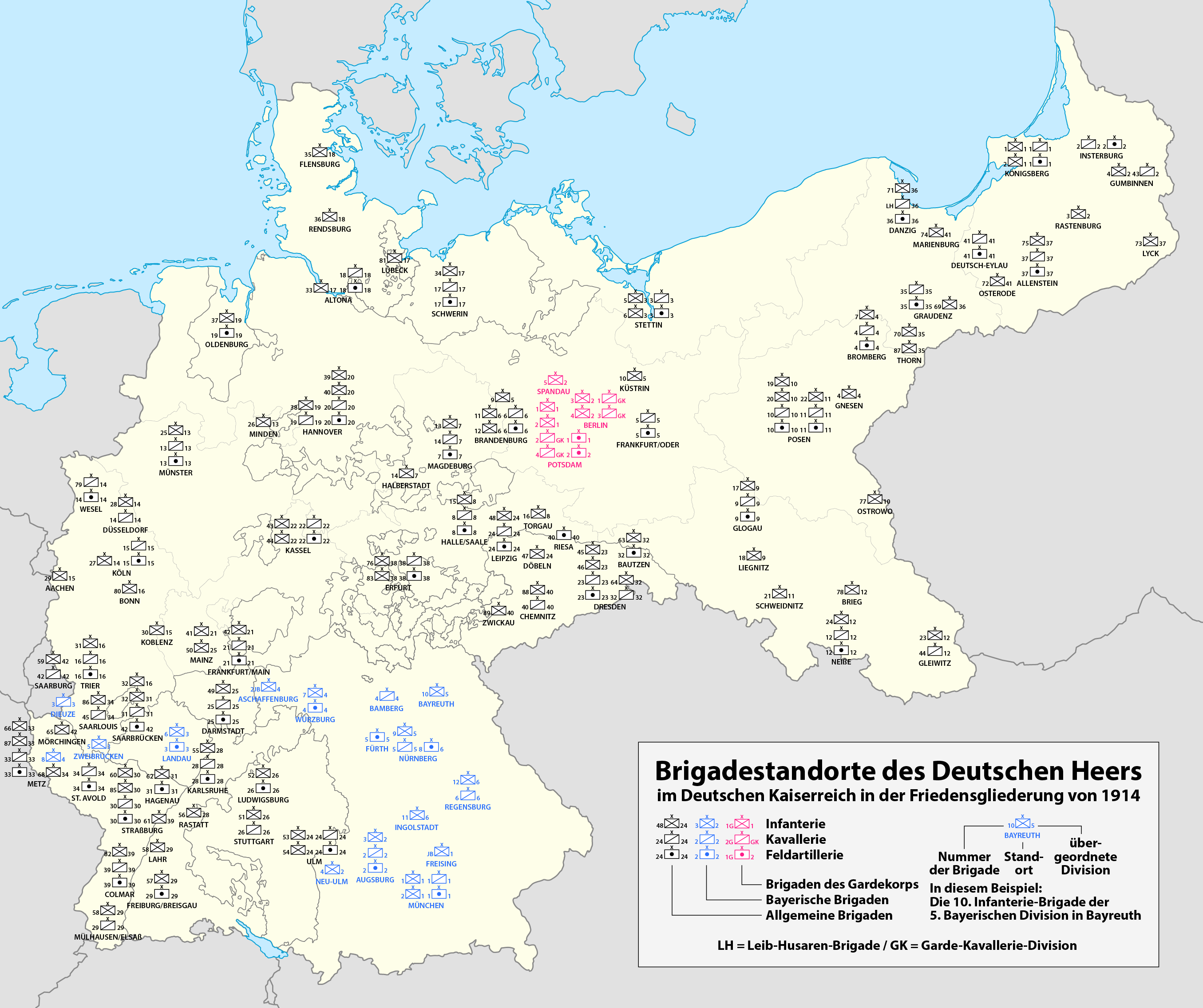
Brigadestandorte – die Brigaden der Feldartillerie sind als Rechteck mit einem Punkt darin dargestellt

Im Zuge der Mobilmachung 1914 wurden planmäßig aufgestellt:
- 102 Feldartillerie-Regimenter und 29 Reserve-Feldartillerie-Regimenter mit je zwei Abteilungen zu drei Batterien mit je sechs Geschützen, die als Feldartillerie in die Artilleriebrigaden der Infanterie- bzw. Reserve-Divisionen eingegliedert wurden oder als Fußartillerie auf Armee- oder Heeresgruppenebene geführt wurden,
- dazu kamen 11 reitende Abteilungen der Kavalleriedivisionen zu drei Batterien mit je vier Geschützen,
- 5 selbständige Landwehr-Batterien,
- 22 Landsturm-Batterien,
- 3 Landwehr-Feldartillerie-Ersatzabteilungen und
- 40 mobile Feldartillerie-Ersatzabteilungen zu zwei Batterien mit je sechs Geschützen.

Mit der Mobilmachung 1914 wurde die Fußartillerie schließlich aufgelöst und auf Heeresgruppen und Armeen verteilt. Bei Kriegsausbruch standen bereit:
- 26 schwere Feldhaubitz-Bataillone, Kaliber 15 cm, zu je 16 Geschützen, die den Armee-Korps unterstellt wurden, dazu ein weiteres Bataillon mit 10-cm-Geschützen, das dem IX. Reservekorps der I. Armee an der Westfront zu Verstärkung des rechten Angriffsflügels unterstellt wurde.
- 14 Mörser-Bataillone, Kaliber 21 cm zu je acht Geschützen. Diese wurden zur Bekämpfung gegnerischer Festungen an der Westfront verlegt.
- 5 (drei schienengebundene und zwei motorisierte) Batterien schwere Küstenmörser, Kaliber 30,5 cm zu je zwei Geschützen.
- 3 Batterien 42-cm-Mörser, davon zwei schienengebunden.
- weitere 15 ½ Bataillone waren ortsgebunden in Festungen eingesetzt, darunter der Großteil der 50 Reserve-Artilleriebataillone, die über keine Bespannung und keine Munitionskolonnen verfügten.

Insgesamt betrug damit die Kriegsstärke 633 Feldartillerie-Batterien zuzüglich 828 Feldartillerie-Batterien der Reserveformationen. Hinzu kamen 50 Fußartillerie-Bataillone des Heeres und 122 aus Reserveformationen. Die Artillerie zog mit 14.681 Offizieren und 412.323 Unteroffizieren und Mannschaften ins Feld und bildete damit 22 % des Feldheeres. Die französische Feldartillerie bewies sich gegenüber der deutschen, die deutsche und österreichische schwere Artillerie gegenüber der der Alliierten als überlegen, was insbesondere beim Niederringen der Grenzfestungen im Westen von großer Bedeutung war. Andererseits machte sich das Fehlen schwerer Artillerie in den Reserve- und des Landwehrkorps bereits kurz nach dem Kriegsbeginn schmerzlich bemerkbar und erzwang eine entsprechende Truppenvermehrung, zum Beispiel durch die Lieferung von Marinegeschützen, später durch die Entwicklung von Eisenbahngeschützen. Aus Ersatzeinheiten und Festungsverbänden wurden daher weitere Bataillone aufgestellt, so dass bis 1917 jede Division auch eine schwere Abteilung erhielt.
Die höhere Feuergeschwindigkeit ermöglichte auch in der deutschen Feldartillerie im Kriegseinsatz zwischen Herbst 1914 und März 1915 – wie vor dem Kriegsbeginn bereits in der französischen, schwedischen und schweizerischen Armee – eine Reduzierung von sechs auf vier Geschütze je Batterie, womit die Bildung von 300 neuen Batterien für die Neuaufstellung weiterer Divisionen möglich wurde. Auch die Artilleriebrigaden wurden bis 1917 aufgelöst. Die Divisionsartillerie wurde in einem Artillerie-Regiment mit drei Abteilungen zusammengefasst, wovon zwei mit Feldkanonen und eine mit Feldhaubitzen ausgerüstet wurde. Die Umgliederungen der Divisionsartillerie wurden bis zum Frühjahr 1917, die der 1917 geschaffenen Heeresartillerie, die unter Befehl der OHL stand, bis zum Herbst 1917 abgeschlossen. Die Führung der Divisions-Artillerieverbände erfolgte durch einen Artilleriekommandeur (Arko), auf Armee-Ebene wurde der bisherige General der Fußartillerie zum „General der Artillerie“ umbenannt.
Ab Mai 1918 wurden sechs Artillerie-Regimenter erstmals mit Lastkraftwagen motorisiert.
Die Batterien der schweren Artillerie der Kaliber 13 cm und 21 cm wurden im Sommer 1917 auf drei Geschütze, 15 cm, 17 cm auf zwei Geschütze gebracht. Jede Batterie bekam nun eine eigene Munitionskolonne.
Die deutsche Artillerie verwendete im Krieg 73 verschiedene Geschütztypen, davon 57 Typen Beutegeschütze.
Während des Ersten Weltkrieges wuchs die Artillerie u. a. an auf
- 297 Feldartillerie-Regimenter mit je drei Abteilungen zu je drei Batterien mit vier Geschützen (also insgesamt 36 Geschütze pro Feldartillerie-Regiment)
- 6 selbständige Abteilungen
- 3 reitende Abteilungen
- 6 fahrende Abteilungen
- 7 Gebirgsartillerie-Abteilungen
- 50 Infanterie-Geschütz-Batterien
- 53 Infanterie-Begleit-Batterien
- 785 leichte Munitionskolonnen

Damit besaß die Artillerie bei Kriegsende 11.300 Feldgeschütze, der Anteil der Haubitzen zu Kanonen hatte sich seit der Mobilmachung (1:3) verdoppelt (1:1,5). Die Stärke der schweren Artillerie war um 30 % gewachsen.

### Einsatz- und Führungsgrundsätze
Das offene Auffahren und Abprotzen der Batterie zum Feindbeschuss im direkten Richten beim Angriff oder im Begegnungsgefecht verlor nach 1914 im Stellungskrieg an Bedeutung. Wichtig war vielmehr das gedeckte Auffahren der Geschütze, wobei die Feuerstellung einer beobachteten Bekämpfung durch den Feind entzogen wurden und der Feuerkampf im – in Friedenszeiten bei der Feldartillerie kaum geübten – indirekten Richten über eine Beobachtungsstelle geleitet wurde. Im Verlaufe des Krieges wurde mit zunehmender Präzision das Planschießen entwickelt, das ohne langwieriges und den Gegner vorwarnendes Einschießen überraschende Feuerüberfälle nach voraus berechneten Schusswerten auf geortete Feindziele ermöglichte.
Die Feldartillerie wurde ab 1889 auch als fahrende Artillerie bezeichnet, denn während des Marsches saßen die Kanoniere auf den Zugpferden, der Protze und dem Geschütz auf, um jederzeit aus dem Marsch in Stellung gehen und den Feuerkampf eröffnen zu können. Neben den Geschützprotzen verfügte jede Batterie auch über einen sechsspännigen Beobachtungswagen mit Mannschaft und Gerät zum Aufbau der Beobachtungsstelle.
Beim In-Stellung-gehen fuhren die Geschütze in Linie nebeneinander auf, die Munitionswagen der Staffel etwa acht Schritt dahinter. Die Geschützmannschaft bestand aus dem Geschützführer und sechs Kanonieren (K1-K6), die jeweils fest zugeordnete Aufgaben hatten, etwa beim Richten des Geschützes, der Vorbereitung von Munition mit Zünder, Kartusche oder Treibladung, dem Abfeuern oder Auswischen des Rohres usw.
Etwa 300 m rückwärts der Feuerstellung fuhren die Protzen und die übrigen Munitionsfahrzeuge der Batterie in Deckung, 600 m rückwärts hielt sich die leichte Munitionskolonne bereit.

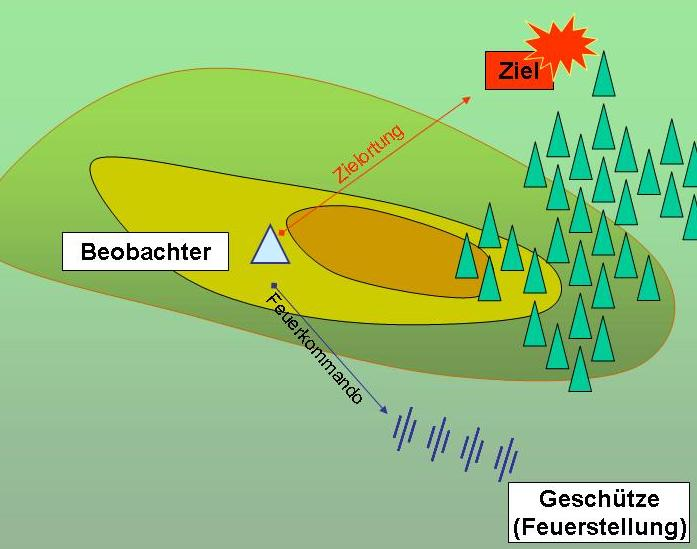
Verfahren der taktischen Feuerleitung im indirekten Richten durch Beobachtungsstelle

Nach dem Herstellen der Wirkungsbereitschaft begann das Einschießen der Geschütze, geleitet vom Batteriechef aus der Artilleriebeobachtungsstelle heraus. Von dieser mussten sowohl die Batterie als auch das Ziel einsehbar sein.
Die Zielortung nach Gelände und Karte erfolgte mit dem Scherenfernrohr, der Winkel zum Ziel wie zur Batterie wurde mit dem auf einen Vollkreis von 6400 Strich eingeteilten Richtkreis eingemessen und in ein Feuerkommando umgesetzt, das der Winkertrupp den Kanonieren mit Signalflaggen übermittelte, bei der Feldartillerie per Morsesystem mit einer Flagge, bei der Fußartillerie mit zwei Signalflaggen nach der Winkerrose. Im Stellungskrieg wurde auch per Feldfernsprecher kommuniziert, wobei das Leitungsnetz bei heftigem Feindbeschuss ständig gefährdet war. Die Kommunikation zwischen Kampftruppe, Beobachtungsstelle und Feuerstellung war unter Feindeinwirkung oder im Bewegungsgefecht stets gefährdet.
Neben die Erd- trat die Luftbeobachtung, zunächst mittels an Seilwinden befestigter Fesselballons der Feldluftschiffer oder vom Flugzeug aus durch Artillerieflieger, vor allem, nachdem ab 1915 die Verständigung vom Flugzeug mittels Funktelegrafie möglich wurde.
Feld- und Fußartillerie verwendeten die gleichen Schießverfahren, d. h. die Ortung des Ziels nach Lage, Höhe, Ausdehnung, dessen Eingabeln durch Kurz- und Weitschüsse in 100-m-Sprüngen.
Als Feuereinheit galt die Batterie oder die Abteilung. Als Wirkungsfeuer galten folgende Verfahren:
- Salvenfeuer: Gleichzeitiges Abfeuern aller Geschütze auf ein Kommando
- Staffelfeuer: Abfeuern der Geschütze nacheinander auf jeweils etwas kürzere Entfernung
- Flügelfeuer: Abfeuern der Geschütze der Linie vom befohlenen Flügel aus mit Zeitverzug
- Gruppenfeuer: Geschützweises Abfeuern und Nachladen unter Leitung der Geschützführer
- Schnellfeuer

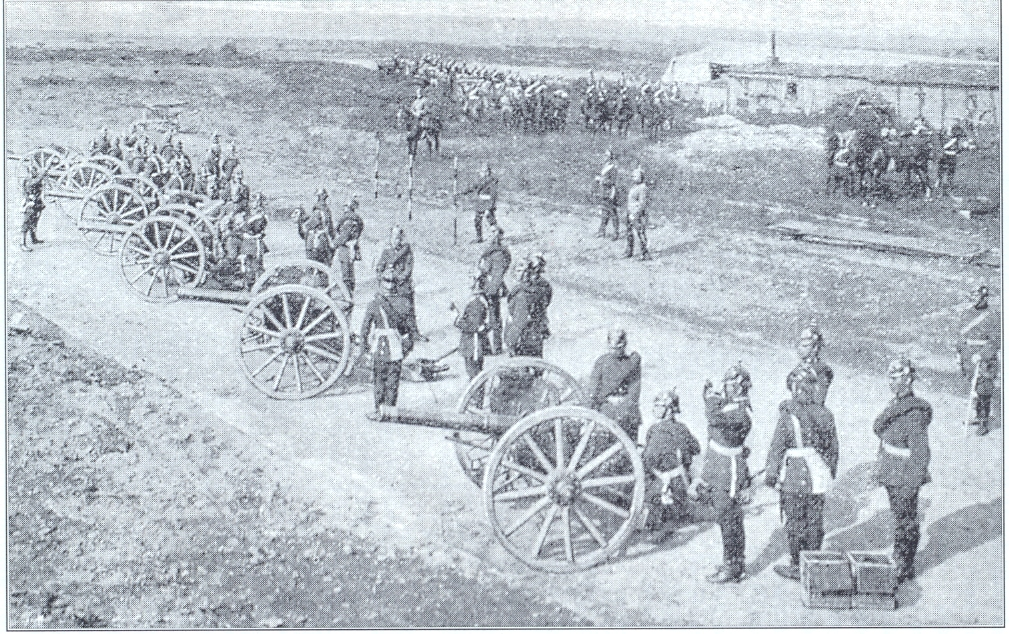
Feldbatterie in Feuerstellung (Protzen zum Aufprotzen heranfahrend, Munitionswagen bereits abgefahren)
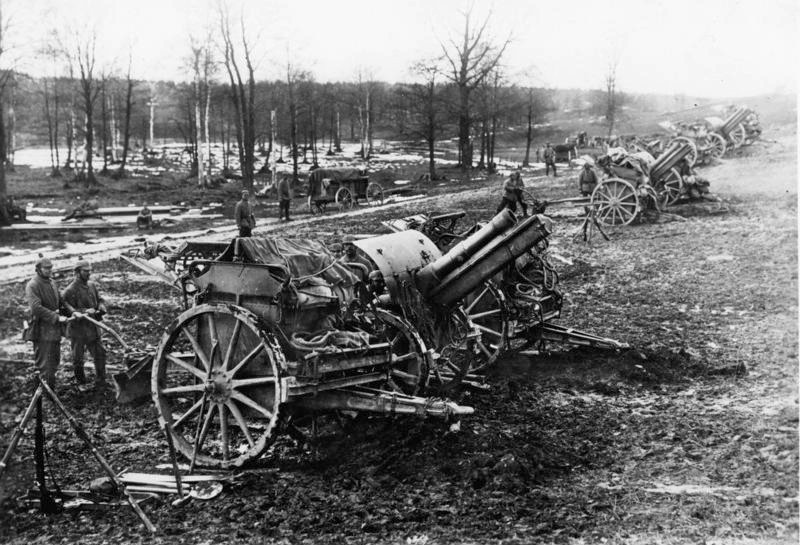
15-cm-Feldhaubitzen in Feuerstellung bei Arras, Westfront 1917
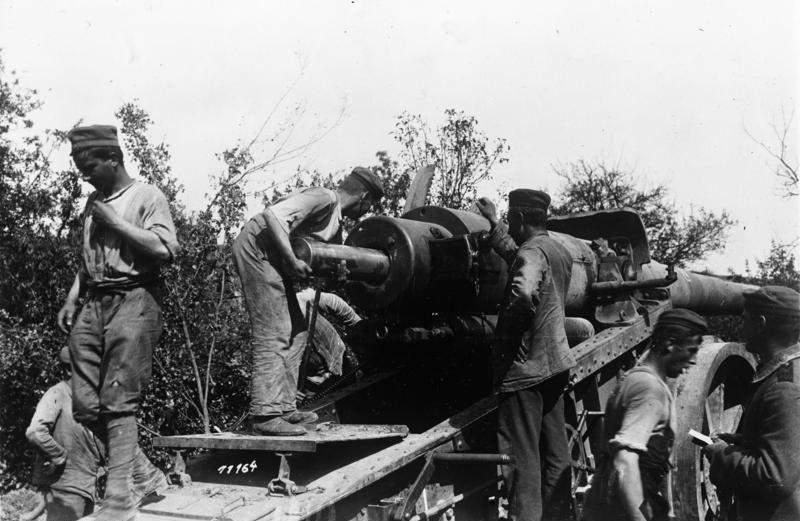
Feuerstellung an der Westfront
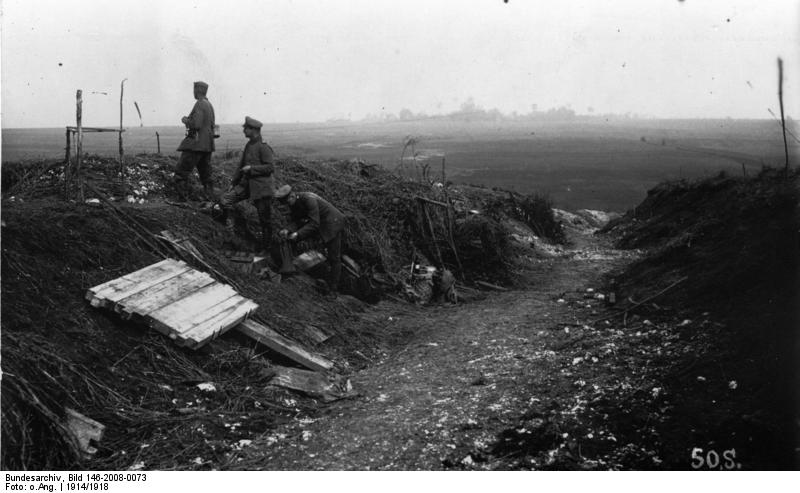
Artilleriestellung an der Westfront
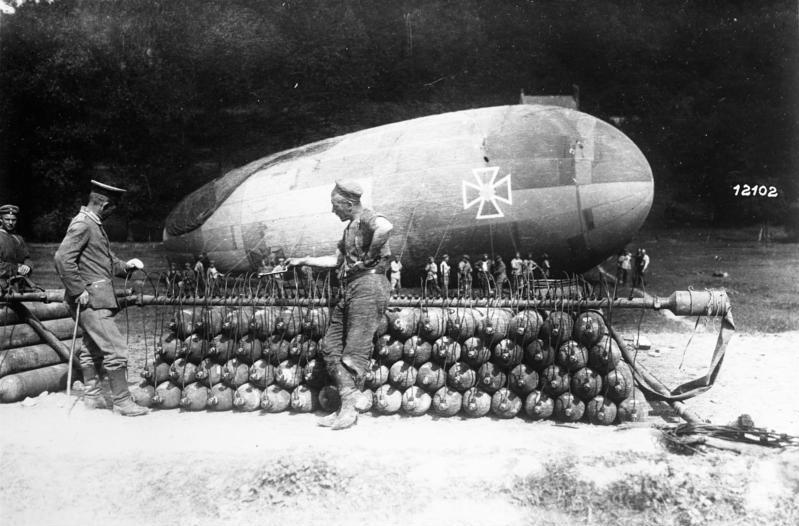
Vorbereitung eines Fesselballons, Westfront
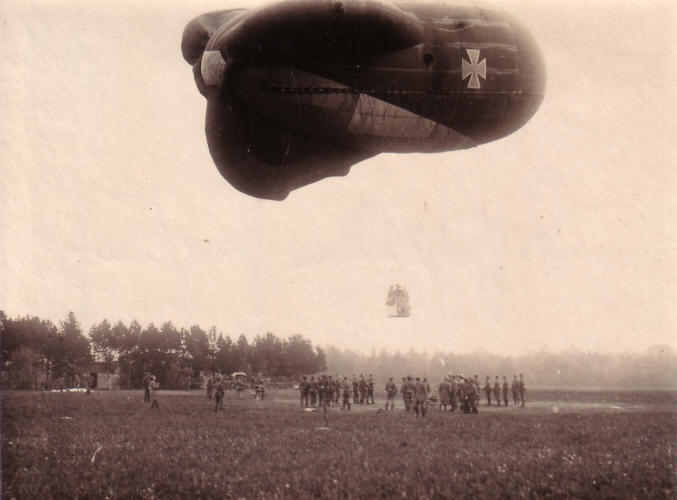
Aufstieg eines Fesselballons, Westfront 1917
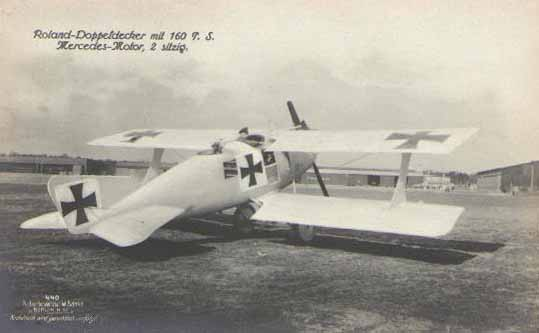
Die Roland C.II „Walfisch“ bewährte sich 1915/16 auch als Artillerieaufklärer
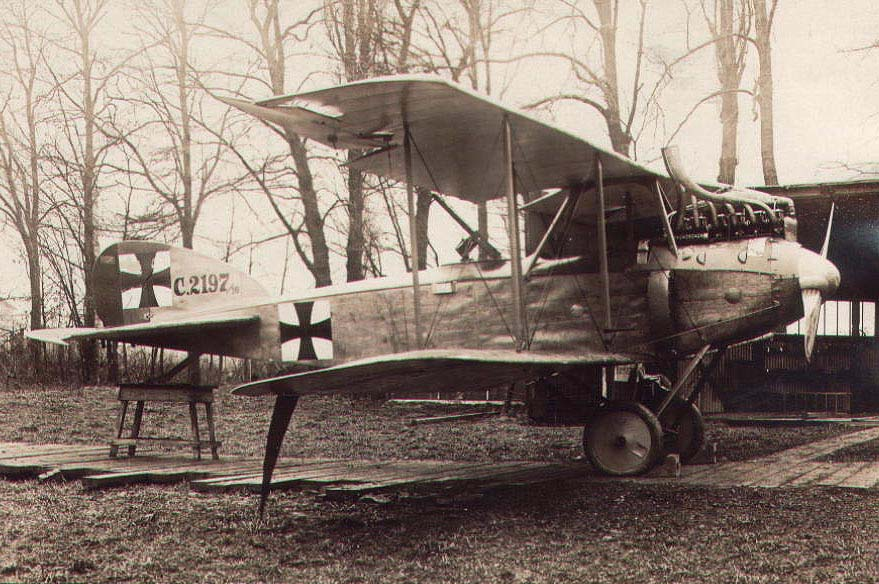
Die Albatros C.V erschien im Frühjahr 1916 und wurde häufig in den Artilleriefliegerabteilungen eingesetzt

### Munition
Das Schwarzpulver wurde nach der Erfindung des Dynamits 1867 durch Alfred Nobel, der Sprenggelatine 1877 und des rauchlosen Pulvers 1887 durch rauchschwache Treibladungen in Metallhülsen oder bei Haubitzen durch entsprechende Kartuschen ersetzt. Damit vereinfachte sich der Ladevorgang; die geringe Qualmentwicklung behinderte bei Schnellfeuer nicht die Sicht und erschwerte die Aufklärung der Feuerstellung durch den Feind.
Als Munitionsarten wurden Brisanzgranaten und Schrapnells – zur Nahverteidigung auch Kartätschen – eingesetzt, später auch Leuchtgranaten sowie Panzergranaten zur Panzerabwehr. Zu Beginn des Ersten Weltkriegs verfügte Deutschland außerdem über ein Einheitsgeschoss, das je nach Bedarf als Sprenggranate oder Schrapnell verwendet werden konnte. Als Zünder wurden je nach Bedarf Aufschlag- oder Zeitzünder (Doppelzünder) verwendet.
Ab 1916 wurden auch mit farblichen Kreuzen gekennzeichnete Gasgranaten verschossen, darunter
- Blaukreuz mit Arsengasen wie Diphenylarsinchlorid
- Grünkreuz mit erstickenden Gasen wie Chlor und Phosgen
- Gelbkreuz mit Senfgasen wie Lost und Yperit

### Feldartillerie
Der Auftrag der Feldartillerie war die unmittelbare Unterstützung der Kampftruppe, insbesondere der Infanterie, wobei die Feldartillerie mit ihren Geschützen die Feindziele niederkämpfen sollte, die außerhalb des Wirkungsbereichs der infanteristischen Handfeuerwaffen lag. Dabei lag aufgrund der Kriegserfahrungen 1864–71 der Schwerpunkt beim weitreichenden Schrapnellschuss gegen lebende Ziele.
Eine Batterie der Feldartillerie wurde geführt von einem Batteriechef im Rang eines Hauptmanns oder Rittmeisters. Sie umfasste 1914 etatmäßig fünf Offiziere und 148 Unteroffiziere/Mannschaften mit 139 Pferden, 17 Fahrzeugen und sechs Geschützen.
Die Batterie gliederte sich in
- die Gefechtsbatterie mit Beobachtungswagen, der Gefechtsstaffel aus drei (später zwei) Geschützzügen mit je zwei Geschützen, den dazugehörigen meist sechsspännigen Protzen und drei Munitionswagen,
- die Gefechtsbagage mit drei weiteren Munitions- und einem Versorgungswagen
- und die Große Bagage mit je einem Vorrats-, Lebensmittel- und Futterwagen und der Feldschmiede.

Die Kanoniere waren mit Pistolen, die Offiziere mit Degen bewaffnet, zur Nahverteidigung sollten die Besatzungen ihr Geschütz einsetzen. Nachdem es jedoch 1914 an der Ostfront durch Kavallerieüberfälle zu Verlusten gekommen war, begann auch die Ausrüstung der Artilleristen mit Gewehr oder Karabiner. 1918 kamen pro Batterie zwei leichte MG zur Fliegerabwehr und Nahverteidigung hinzu.
Die Munitionsversorgung der Feldartillerie erfolgte über die leichte Munitionskolonne der Abteilung, die im Stellungskrieg zum Teil auch der Armee unterstellt wurden.

#### Feldgeschütze
Seit 1861 waren die bisherigen Vorderladergeschütze durch Hinterlader ersetzt worden. Standardgeschütz war zunächst das aus Gussstahl gefertigte Flachbahngeschütz C/73 mit den Kalibern 7,85 cm und 8,8 cm, abgelöst erst 1896 von der Feldkanone 96. Von Rheinmetall und Krupp modifiziert zur Feldkanone 96 n. A. (neuer Art) kamen 1905 weitere wesentliche Verbesserungen hinzu, wie ein Schutzschild gegen direkten Feindbeschuss, Richtsitze für die Kanoniere, die Flüssigkeits-Rohrrücklaufbremse, die das umständliche Neuausrichten des Geschützes nach dem Abfeuern unnötig machte, verbesserte Richtmittel und Visiereinrichtungen wie das Rundblickfernrohr für das indirekte Richten sowi ein feldgrauer Tarnanstrich. Neben der Kanone wurde die Feldhaubitze 98/09 entwickelt, die durch eine steilere Geschossflugbahn die Bekämpfung von Zielen im indirekten Richten und gegen Feldbefestigungen und gedeckten Unterständen ermöglichen sollte. Dazu kamen weitere Verbesserungen: Die Auswertung der Erfahrungen unter anderem des Russisch-Japanischen Krieges von 1905 zeigten, dass der Feuerkampf vor allem schnell und zielgenau geführt werden musste. Batterien erhielten nun auch einen Beobachtungswagen sowie Munitionsfahrzeuge, Schanzzeug für den Stellungsbau, dazu Feldfernsprecher als Kommunikationsmittel und Patronenmunition ersetzte die Kartuschen. Die schweren Geschütze bekamen Radgürtel, so dass auch der schwere 21-cm-Mörser auf der Lafette transportiert und abgefeuert werden konnte. Für den fortlaufenden Munitionsnachschub wurden Munitionskolonnen aufgestellt.
Bei Ausbruch des Ersten Weltkriegs waren die 7,7-cm-Feldkanone 96 n.A. mit 5096 Geschützen und die 10,5 cm leichte Feldhaubitze 98/09 mit 1230 Geschützen die Standardwaffen der deutschen Feldartillerie, erst ab 1916 wurden diese durch verbesserte Geschütztypen ersetzt oder ergänzt. Bei Kriegsende im November 1918 verfügte das Deutsche Heer über
- 936 Batterien mit 3744 7,7-cm-Feldkanonen 96 n. A.,
- 755 Batterien mit 3020 7,7-cm-Feldkanonen 16,
- 286 Batterien mit 1144 10,5-cm-Feldhaubitzen 98/09,
- 751 Batterien mit 3004 10,5-cm-Feldhaubitzen 16,
- 66 Batterien mit 264 10,5-cm-Feldhaubitzen Krupp.

Neben den aufgeführten deutschen Geschützen kamen auch zahlreiche Beute-Geschütze v. a. russischer und französischer Herkunft zum Einsatz.
Leistungsdaten und Bilder der Feldgeschütze:
| Bezeichnung des Geschützes         | Kaliber [mm]                       | Rohrl. [cal.]                      | v0 [m/s]                           | Geschoss- gew. [kg]                | Schussweite max. [m]               | Feuerge- schwindigkeit             | Gewicht in Feuerst. [kg]           | Einf.                              | Bemerkungen                                               |
| Ältere Geschütze ohne Rohrrücklauf | Ältere Geschütze ohne Rohrrücklauf | Ältere Geschütze ohne Rohrrücklauf | Ältere Geschütze ohne Rohrrücklauf | Ältere Geschütze ohne Rohrrücklauf | Ältere Geschütze ohne Rohrrücklauf | Ältere Geschütze ohne Rohrrücklauf | Ältere Geschütze ohne Rohrrücklauf | Ältere Geschütze ohne Rohrrücklauf | Ältere Geschütze ohne Rohrrücklauf                        |
| ---------------------------------- | ---------------------------------- | ---------------------------------- | ---------------------------------- | ---------------------------------- | ---------------------------------- | ---------------------------------- | ---------------------------------- | ---------------------------------- | --------------------------------------------------------- |
| Leichte 8-cm-Feldkanone C/73       | 78,5                               |                                    | 465                                |                                    | 6.800                              |                                    |                                    | 1874                               | für die Feldartillerie der Kavallerie-Verbände            |
| Schwere 9-cm-Feldkanone C/73       | 88                                 |                                    | 444                                |                                    | 7.000                              |                                    |                                    | 1874                               | für die Feldartillerie der Infanterie-Verbände            |
| 9-cm-Feldkanone C/73/91            | 88                                 | L/23,8                             | 442–464                            | 7,2–8,1                            | 6.500–7.100                        | 10 Sch./min                        | 1.210                              | 1891                               | neuberohrte 8- bzw. 9-cm-Feldkanonen mit Einheitskaliber  |
| 7,7-cm-Feldkanone 96               | 77                                 |                                    | 465                                |                                    | 7.800                              |                                    |                                    | 1896                               | mit Seilbremse                                            |
| 10,5-cm-leichte Feldhaubitze 98    | 105                                |                                    | 300                                |                                    | 5.600                              |                                    |                                    | 1898                               | mit Seilbremse                                            |
| Neuere Geschütze mit Rohrrücklauf  |                                    |                                    |                                    |                                    |                                    |                                    |                                    |                                    |                                                           |
| 7,7-cm-Feldkanone 96 n. A.         | 77                                 | L/27,3                             | 465                                | 6,85                               | 7.800                              | 12 Sch./min                        | 925                                | 1905                               | Umbau der Feldkanone 96; Standardgeschütz 1914            |
| 7,7-cm-Feldkanone 16               | 77                                 | L/35                               | 545–602                            | 5,89–7,20                          | 9.100–10.700                       | 15–20 Sch./min                     | 1.325                              | 1916                               | Einheitslafette mit der leichten Feldhaubitze 16          |
| 10,5-cm-leichte Feldhaubitze 98/09 | 105                                | L/16                               | 302                                | 15,8                               | 6.300                              | 4 Sch./min                         | 1.225                              | 1909                               | Umbau der leichten Feldhaubitze 98; Standardgeschütz 1914 |
| 10,5-cm-leichte Feldhaubitze 16    | 105                                | L/22                               | 395–427                            | 15,7                               | 8.400–9.275                        | 6 Sch./min                         | 1.380                              | 1916                               | Einheitslafette mit der Feldkanone 16                     |
| 10,5-cm-leichte Feldhaubitze Krupp | 105                                | L/20                               | 430–453                            | 15,7                               | 8.950–10.200                       |                                    | 1.500                              | 1917                               |                                                           |

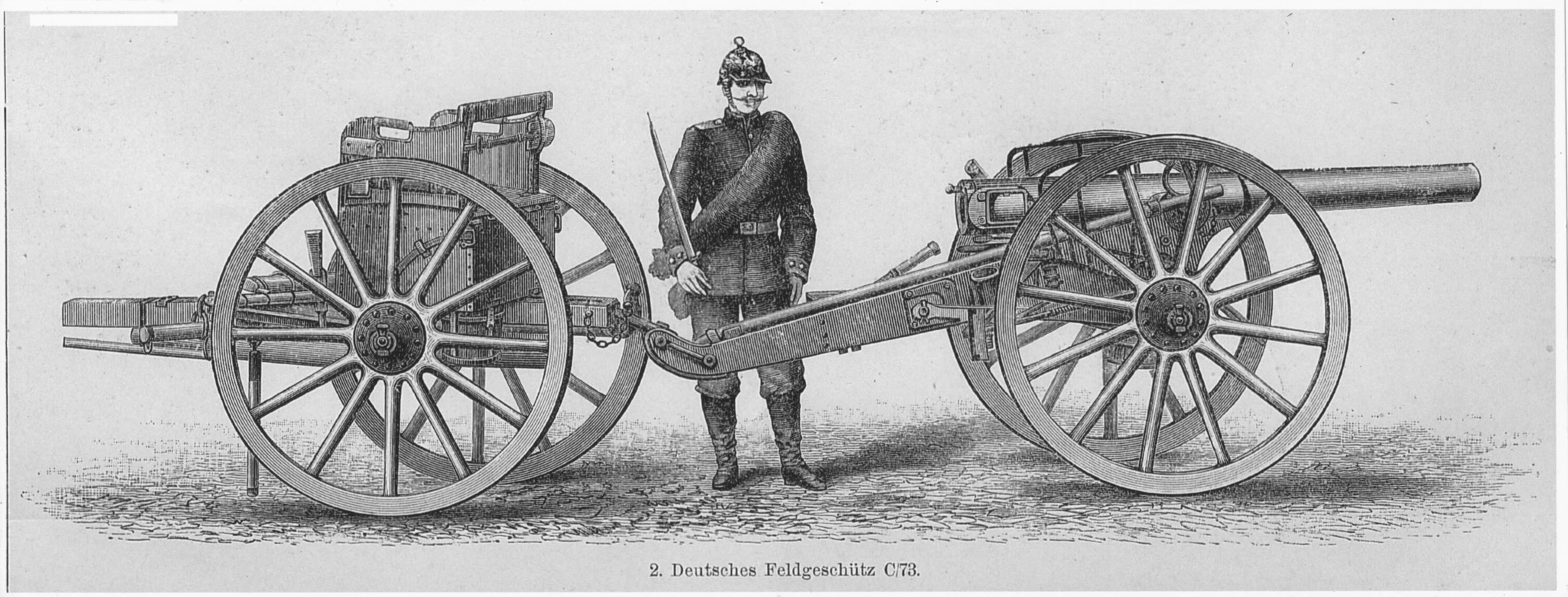
9-cm-Feldkanone C/73
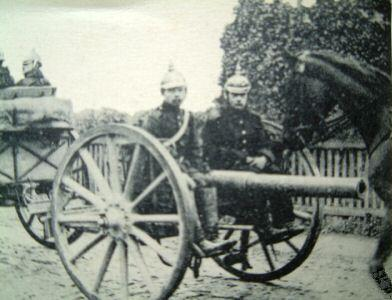
7,7-cm-Feldkanone 96
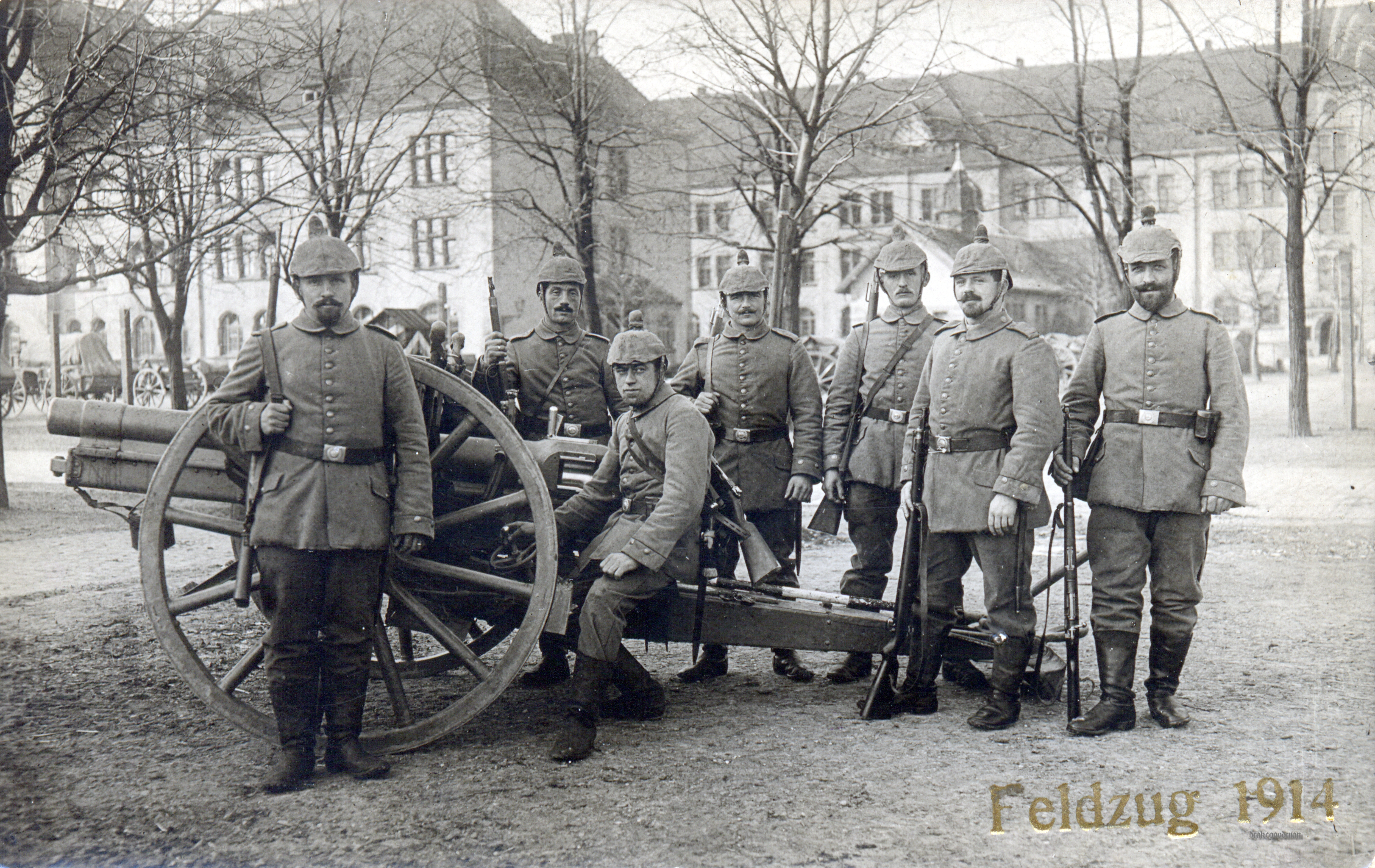
7,7-cm-Feldkanone 96 n. A. mit Mannschaft
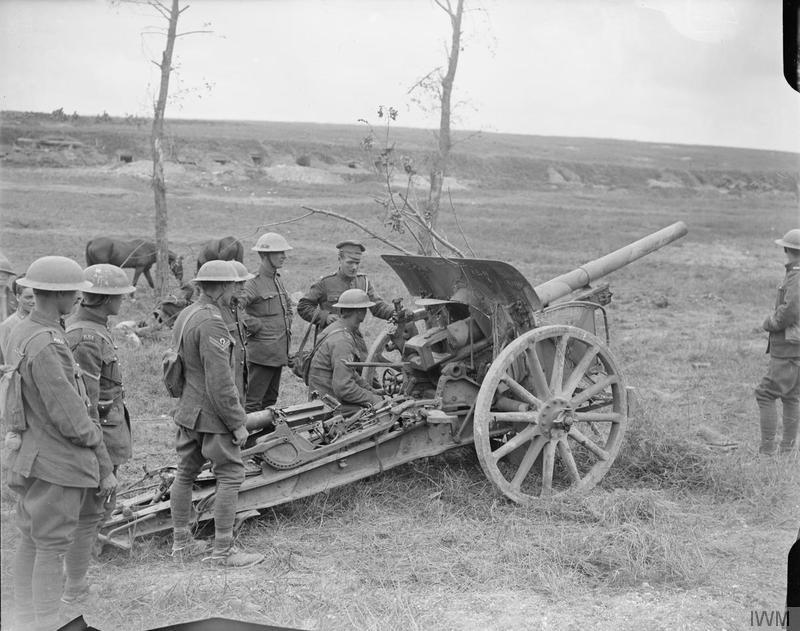
7,7-cm-Feldkanone 16 als britische Kriegsbeute
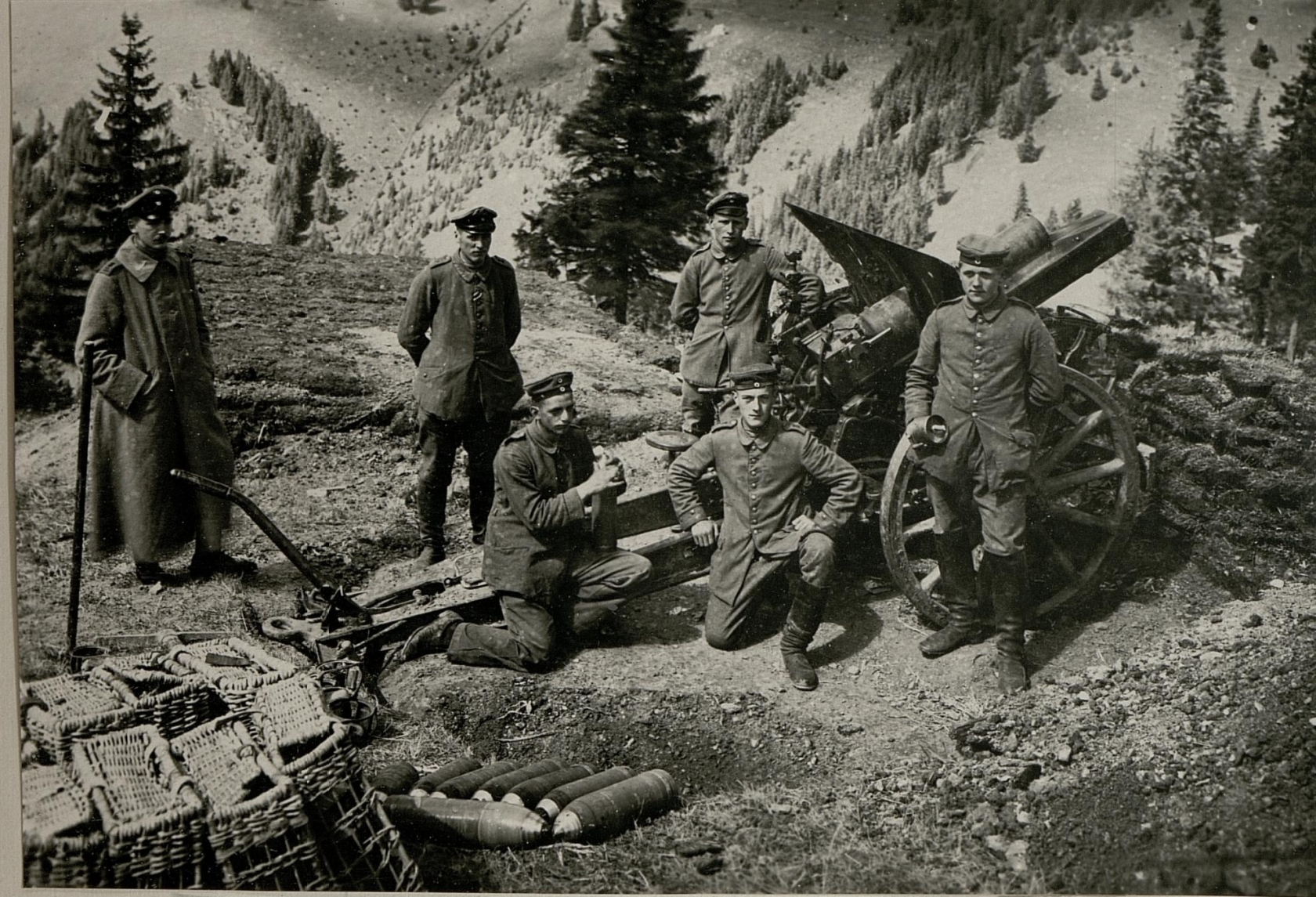
10,5-cm-Haubitze 98/09
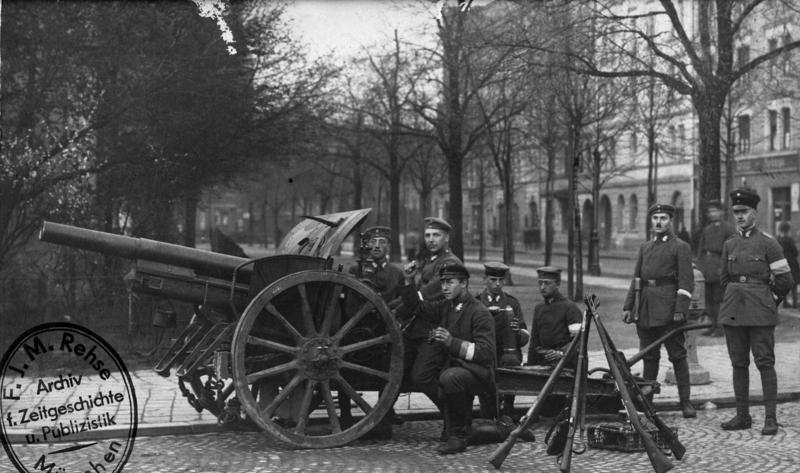
10,5-cm-Haubitze 16 mit Freikorpssoldaten 1919

#### Gebirgsgeschütze
Obwohl die beiden großen deutschen Waffenhersteller, Krupp und Rheinmetall, vor 1914 bereits eine Vielzahl von Gebirgsgeschützen an verschiedenste Staaten weltweit geliefert hatten, verfügte das Deutsche Heer bei Kriegsbeginn nur über 14 Gebirgskanonen (3 Batterien zu 4 Geschützen und zwei Reservegeschütze), die aber weitab von Europa bei der Schutztruppe für Deutsch-Südwestafrika verwendet wurden.
Der Kampf in den Vogesen erforderte den Einsatz von auf Tragtieren verlastbaren Geschützen für den Gebirgskrieg; so wurden deutscherseits nach Kriegsausbruch beschlagnahmte, ursprünglich von Chile und China bestellte 7,5-cm-Gebirgsgeschütze eingesetzt. Im weiteren Verlauf des Krieges wurde die für Chile entwickelte Krupp-Kanone nachgebaut, und es kamen auch erbeutete französische (Canon de 65 M mle 1906) und russische (76-mm-Gebirgskanone M1909) Gebirgsgeschütze zur Verwendung. Eine ausgesprochene Behelfslösung stellte die von Krupp aus erbeuteten französischen Infanteriegeschützen umgebaute 3,7-cm-Gebirgskanone L/23 auf Dreibein dar. Einzige deutsche Neuentwicklung während des Krieges war die 1915 eingeführte 7,7-cm-Gebirgskanone L/17 von Rheinmetall, die im Wesentlichen eine verbesserte Ausführung der von China bestellten 7,5-cm-Kanone von 1914 darstellte, deren Kaliber zur Verwendung der Munition der deutschen Feldkanone vergrößert wurde. Um die Wirkung des Einzelschusses zu steigern und das Überschießen von Höhenzügen zu ermöglichen, wurden auch 10,5-cm-Gebirgshaubitzen L/12 von Krupp eingestellt.
Besser als alle deutschen Modelle hatten sich die 7,5- und 10-cm-Škoda-Geschütze der k.u.k. Artillerie bewährt, die ab 1917 auch an Deutschland geliefert wurden. Die vorhandenen deutschen Bauarten wurden an die Osmanische Armee abgegeben. Die 7,5-cm-Kanone war so erfolgreich, dass sie auch als Infanteriegeschütz genutzt wurde. Das Kaliber der österreichischen 10-cm-Haubitze wurde auf 105 mm abgeändert, um die übliche deutsche Haubitzmunition verschießen zu können.
Gebirgsgeschütze kamen während des Ersten Weltkriegs vor allem an der Westfront in den Vogesen, beim Rumänienfeldzug in den Karpaten und an der Italienfront in den Alpen zum Einsatz. 1918 war die Gebirgsartillerie auf insgesamt sieben Gebirgsartillerie-Abteilungen mit zusammen 22 Batterien angewachsen. Für den besonders schwierigen Gebirgstransport ebenfalls im Gebirgskrieg verwendeter schwerer Feldhaubitzen und 10-cm-Kanonen per Gebirgskarren wurden Gebirgs-Staffeln eingesetzt.
Leistungsdaten und Bilder der Gebirgsgeschütze:
| Bezeichnung des Geschützes                   | Kaliber [mm]                          | Rohrl. [cal.]                         | v0 [m/s]                              | Geschoss- gew. [kg]                   | Schussweite max. [m]                  | Feuerge- schwindigkeit                | Gewicht in Feuerst. [kg]              | Ein- führung                          | Bemerkungen |
| Gebirgsgeschütze deutscher Hersteller        | Gebirgsgeschütze deutscher Hersteller | Gebirgsgeschütze deutscher Hersteller | Gebirgsgeschütze deutscher Hersteller | Gebirgsgeschütze deutscher Hersteller | Gebirgsgeschütze deutscher Hersteller | Gebirgsgeschütze deutscher Hersteller | Gebirgsgeschütze deutscher Hersteller | Gebirgsgeschütze deutscher Hersteller | Gebirgsgeschütze deutscher Hersteller                                                                                              |
| -------------------------------------------- | ------------------------------------- | ------------------------------------- | ------------------------------------- | ------------------------------------- | ------------------------------------- | ------------------------------------- | ------------------------------------- | ------------------------------------- | --- |
| 3,7-cm-Gebirgskanone L/23                    | 37                                    | L/23                                  | 400                                   | 0,455                                 | 4.300                                 |                                       | 360                                   | 1916                                  | Umbau erbeuteter franz. Infanteriekanonen                                                                                          |
| 7,5-cm-Gebirgskanone L/17 M 08               | 75                                    | L/17                                  | 300                                   | 5,3                                   | 5.750                                 |                                       | 529                                   | 1908                                  | nur für die Schutztruppe in Deutsch-Südwestafrika beschafft                                                                        |
| 7,5-cm-Gebirgskanone L/14 (Krupp)            | 75                                    | L/14                                  | 300                                   | 5,3                                   | 5.400                                 | 15 Sch./min                           | 550                                   | 1914                                  | urspr. chilen. Bestellung, bei Kriegsbeginn angekauft                                                                              |
| 7,5-cm-Gebirgskanone L/16 (Rheinmetall)      | 75                                    | L/16                                  | 280                                   | 5,3                                   | 4.700                                 |                                       | 491                                   | 1914                                  | urspr. chines. Bestellung, bei Kriegsbeginn übernommen                                                                             |
| 7,7-cm-Gebirgskanone L/17 (Rheinmetall)      | 77                                    | L/17                                  | 310                                   | 6,85                                  | 5.900                                 |                                       | 555                                   | 1915                                  | verfeuert die Munition der 7,7-cm-Feldkanone 96 n. A., nach Einführung der leistungsfähigeren Škoda-Kanone an die Türkei abgegeben |
| 10,5-cm-Gebirgshaubitze L/12 (Krupp)         | 105                                   | L/12                                  | 253                                   | 14,4–15,8                             | 4.900                                 |                                       | 845                                   | 1916                                  | verfeuert die Munition der leichten Feldhaubitze 98/09                                                                             |
| Übernommene österreichische Gebirgsgeschütze |                                       |                                       |                                       |                                       |                                       |                                       |                                       |                                       | |
| 7,5-cm-Gebirgskanone M. 15                   | 75                                    | L/15                                  | 224–350                               | 6,5                                   | 6.650–7.000                           | 8 Sch./min                            | 620                                   | 1917                                  | Škoda-Gebirgskanone, auch als Infanteriegeschütz verwendet                                                                         |
| 10-cm-Gebirgshaubitze M. 16                  | 105                                   | L/19,3                                | 180–325                               | 13,5–16                               | 7.750                                 | 4 Sch./min                            | 1.235                                 | 1917                                  | Škoda-Gebirgshaubitze, auf deutsches Kaliber umgestellt                                                                            |

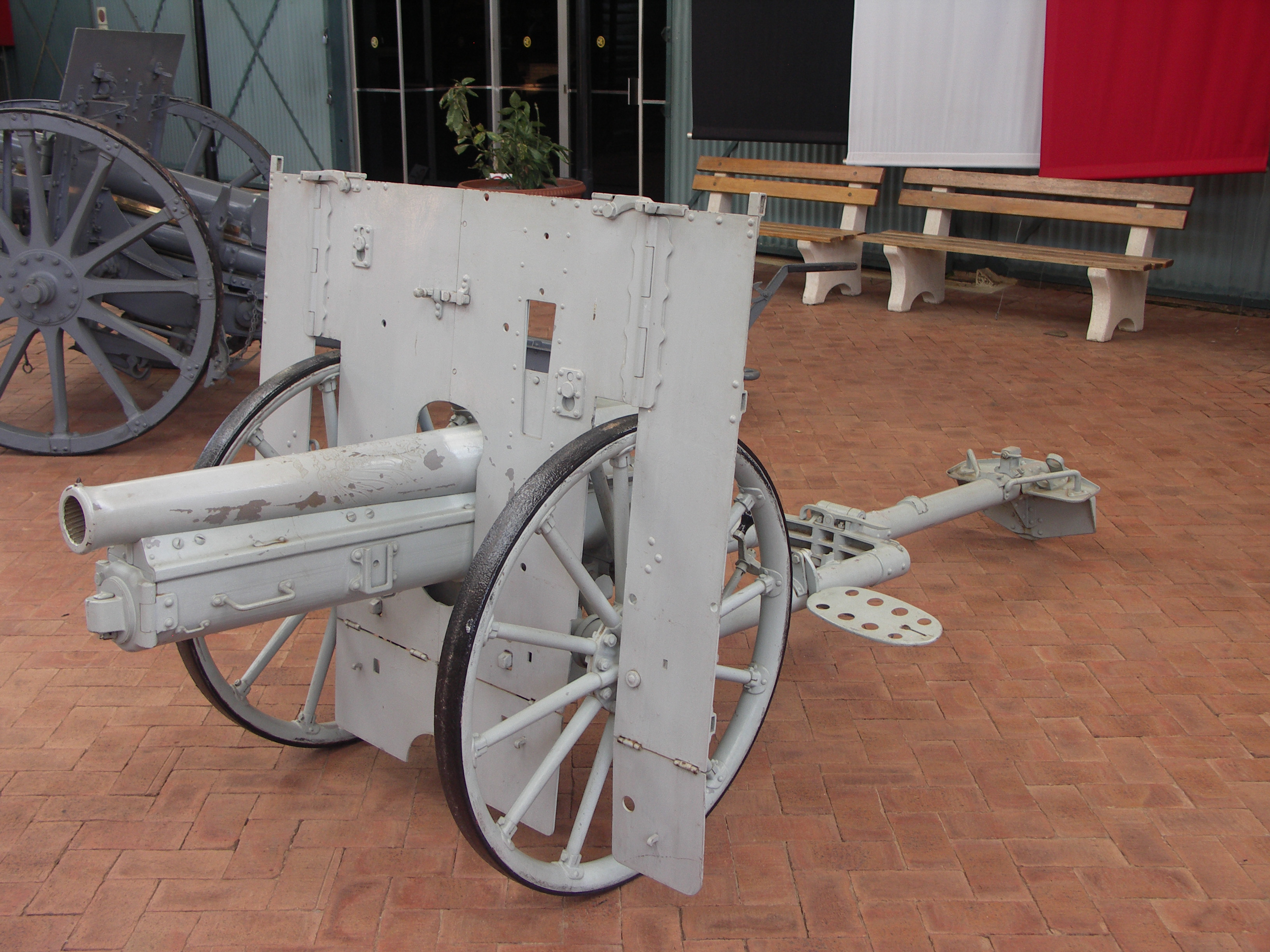
7,5-cm-Gebirgskanone L/17 M 1908
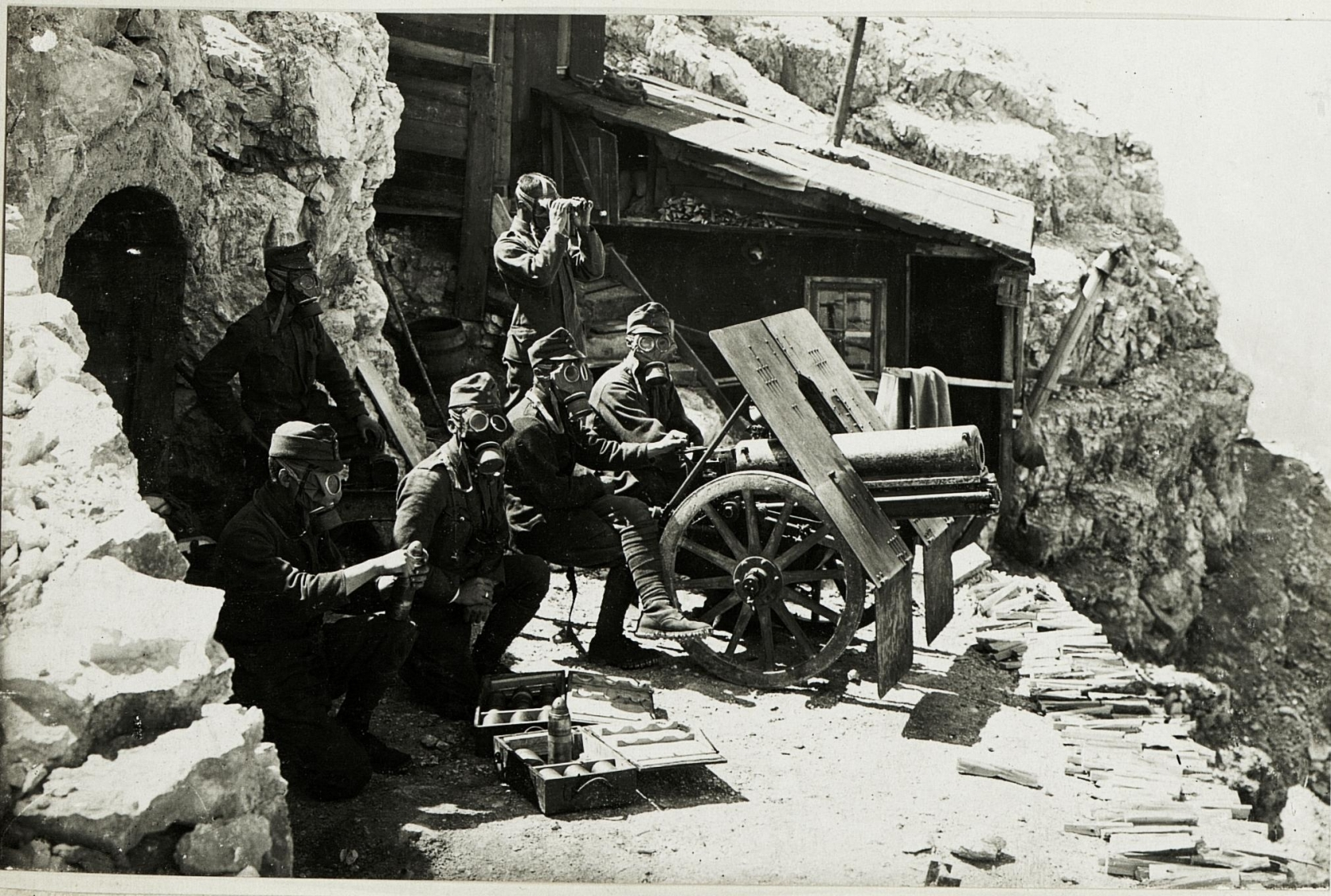
7,5-cm-Gebirgskanone M. 15 von Škoda bei der k.u.k. Armee
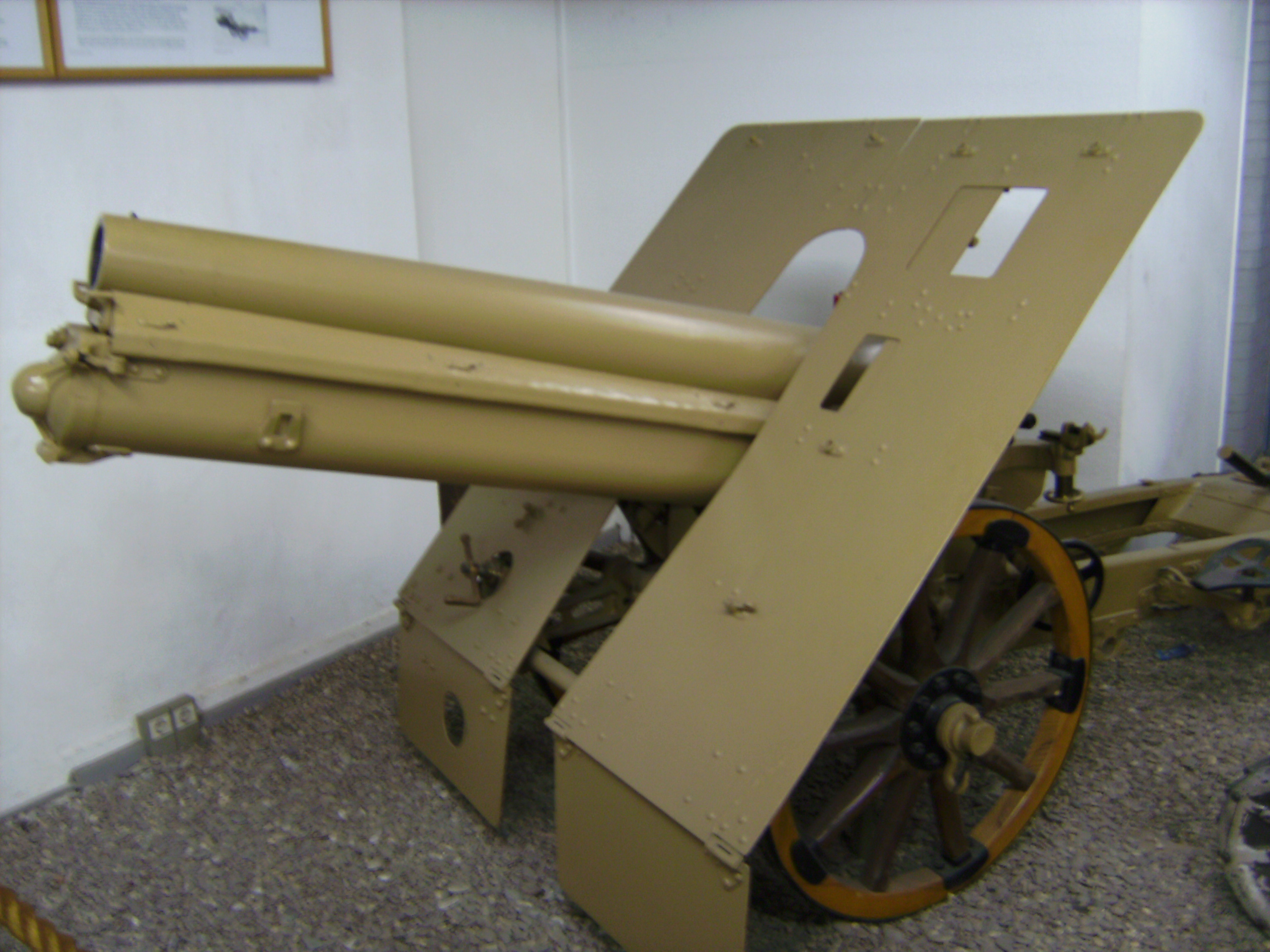
10-cm-Gebirgshaubitze M. 16 von Škoda

#### Flugabwehrgeschütze
Die ersten – damals noch bespannten – Ballon-Abwehrkanonen von Krupp waren bereits im Dezember 1870 bei der Belagerung von Paris zur Bekämpfung von Freiballonen eingesetzt worden. Nach dem Aufkommen der Luftschiffe wurde die Frage der Bekämpfung von Luftfahrzeugen wieder akut. Das preußische Kriegsministerium beauftragte daher Anfang 1906 die Artillerie-Prüfungskommission mit der Klärung dieser Angelegenheit. Die APK ließ zu diesem Zweck seit 1907/08 Geschütze von Krupp und Rheinmetall testen. Nach dem Abschluss der Versuche wurden Anfang 1914 die ersten motorisierten bzw. bespannten Luftabwehrgeschütze vom Heer in Dienst gestellt und den Artillerieregimentern wirtschaftlich angegliedert, d. h., sie blieben taktisch unabhängig. Weil zu Kriegsbeginn die Zahl der im Feld stehenden Geschütze dabei noch nicht ausreichte, wurden zur Flugabwehr allerdings auch normale zum Teil aufgebohrte Feldgeschütze auf improvisierten Lafetten herangezogen. Angesichts der wachsenden Bedrohung durch Aufklärungs- und Bombenflugzeuge kamen immer mehr der ab 1916 in Flugabwehrkanonen umbenannten Geschütze zum Einsatz. Zur selben Zeit wurde die Flugabwehr von der Artillerie völlig abgekoppelt und unter eigenen Vorgesetzten den neugegründeten Luftstreitkräften zugeordnet.

#### Infanterie- und Tankabwehrgeschütze
Zur Bekämpfung von Feindzielen im direkten Richten wurden zunächst einzelne Feldgeschütze in die Nähe der vordersten Linie zur direkten Feuerunterstützung der Infanterie gebracht. Nachdem die französische Armee mit der Canon d'infanterie de 37 mle 1916 TRP ab 1916 spezielle Infanteriegeschütze in den Einsatz gebracht hatte, begann auch auf deutscher Seite die Entwicklung des Infanteriegeschützes 18, das im letzten Kriegsjahr an die Front kam.
Der massive Einsatz von Tanks durch die Alliierten ab 1916 erforderte zunächst ebenfalls die improvisierte frontnahe Aufstellung von Feldkanonen zu deren Bekämpfung. Erst 1918 kam nach Vergleichsversuchen verschiedener Bauarten mit der 3,7-cm-Tankabwehrkanone (TAK) von Rheinmetall das weltweit erste für diesen Zweck spezialisierte Geschütz an die Front. Daneben wurden aber auch Škoda-Gebirgskanonen und leichte Minenwerfer zur Tankabwehr verwendet.
Infanteriegeschütze und Tankabwehrkanonen wurden zu Infanterie-Begleitbatterien zusammengefasst.
Leistungsdaten und Bilder der Infanterie- und Tankabwehrgeschütze:
| Bezeichnung des Geschützes                     | Kaliber [mm]        | Rohrl. [cal.]       | v0 [m/s]            | Geschoss- gew. [kg] | Schussweite max. [m] | Feuerge- schwindigkeit | Gewicht in Feuerst. [kg] | Ein- führung        | Bemerkungen                                                                                         |
| Infanteriegeschütze                            | Infanteriegeschütze | Infanteriegeschütze | Infanteriegeschütze | Infanteriegeschütze | Infanteriegeschütze  | Infanteriegeschütze    | Infanteriegeschütze      | Infanteriegeschütze | Infanteriegeschütze                                                                                 |
| ---------------------------------------------- | ------------------- | ------------------- | ------------------- | ------------------- | -------------------- | ---------------------- | ------------------------ | ------------------- | --------------------------------------------------------------------------------------------------- |
| 3,7-cm-Grabenkanone                            | 37                  | L/21,5              | 400                 | 0,455               | 1.500                | 10 Sch./min            | 193–213                  | 1915                | mit den Rohren der 3,7-cm-Revolverkanone gebaut                                                     |
| 3,7-cm-Sturmbegleitkanone                      | 37                  | L/21,5              | 80*–400             | 0,455–6,5*          | 400*–3.000           |                        | 370                      | 1915                | mit den Rohren der 3,7-cm-Revolverkanone gebaut; * = Werte für überkalibriges Geschoss (sog. Bombe) |
| 5,7-cm-Schnellfeuerkanone Maxim-Nordenfelt     | 57                  | L/26,6              | 401                 | 2,73                | 2.700–6.400          | 36 Sch./min            | 860                      | 1914                | erbeutetes belgisches Festungsgeschütz von 1883                                                     |
| 6-cm-Bootskanone L/21                          | 60                  | L/21                | 437–448             | 2,38–2,71           | 3.400                | 12–14 Sch./min         |                          | 1900                | Landungskanone, mit dem Marinekorps Flandern im Einsatz                                             |
| 7,62-cm-Infanteriegeschütz L/16,5 (Krupp)      | 76,2                | L/16,5              | 295                 | 6                   | 4.000                | 15 Sch./min            | 608                      | 1916                | Umbau erbeuteter russischer 76-mm-Sturmabwehrkanonen M1910                                          |
| 7,7-cm-Infanteriegeschütz L/20 (Krupp)         | 77                  | L/20                | 400–435             | 6,85                | 5.000                |                        | 855                      | 1916                | mit gekürzten Rohren der 7,7-cm-Feldkanone n. A. gebaut                                             |
| 7,7-cm-Infanteriegeschütz L/27 (Krupp)         | 77                  | L/27                | 435–465             | 6,85                | 4.600–7.800          | 15 Sch./min            | 845                      | 1918                | mit Rohren der 7,7-cm-Feldkanone n. A. gebaut                                                       |
| 7,7-cm-Infanteriegeschütz L/19,5 (Rheinmetall) | 77                  | L/19,5              | 400–435             | 6,85                | 4.500–5.100          | 15 Sch./min            | 802–817                  | (1918)              | mit gekürzten Rohren der 7,7-cm-Feldkanone n. A. gebaut; nicht mehr zum Fronteinsatz gekommen       |
| 7,7-cm-Infanteriegeschütz 18                   | 77                  | L/23                | 350                 | 6,35                | 5.000                |                        | 650                      | (1918)              | nicht mehr zum Fronteinsatz gekommen                                                                |
| Tankabwehrkanonen                              |                     |                     |                     |                     |                      |                        |                          |                     | |
| 3,7-cm-Tankabwehrkanone (Rheinmetall)          | 37                  | L/21,5              | 506                 | 0,460               | 2.600                |                        | 465                      | 1918                | mit den Rohren der 3,7-cm-Revolverkanone gebaut                                                     |

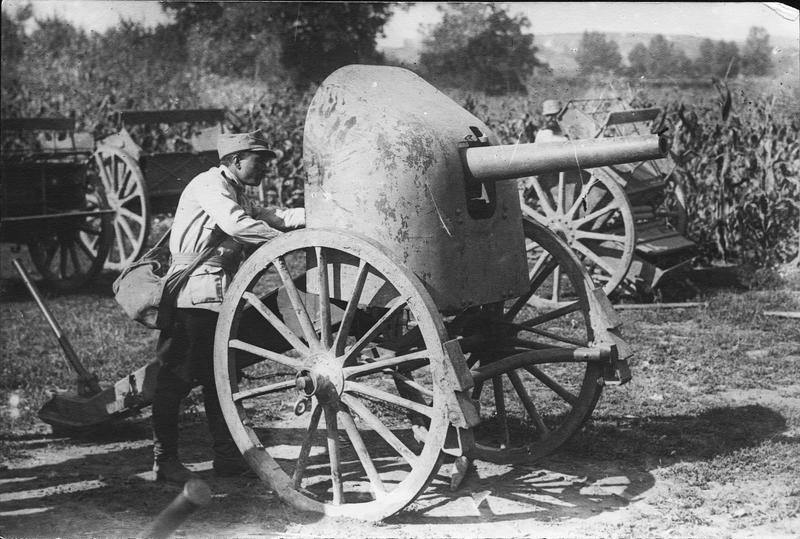
57-mm-Schnellfeuerkanone Maxim-Nordenfelt
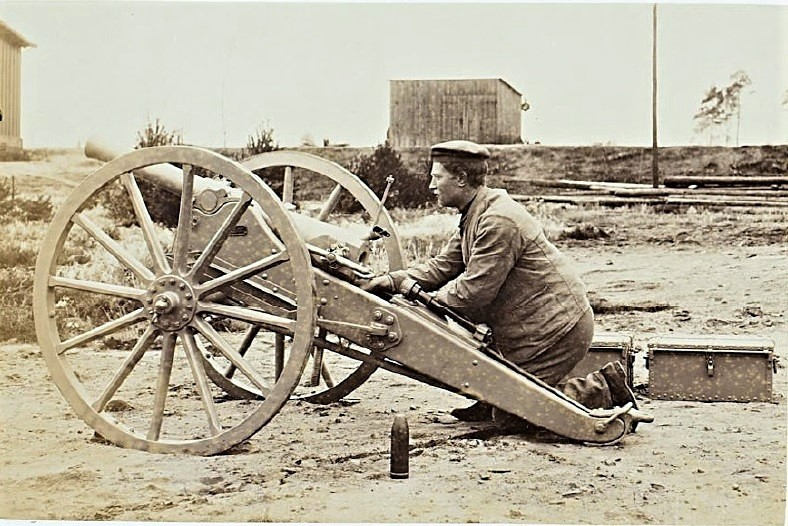
6-cm-Bootskanone L/21
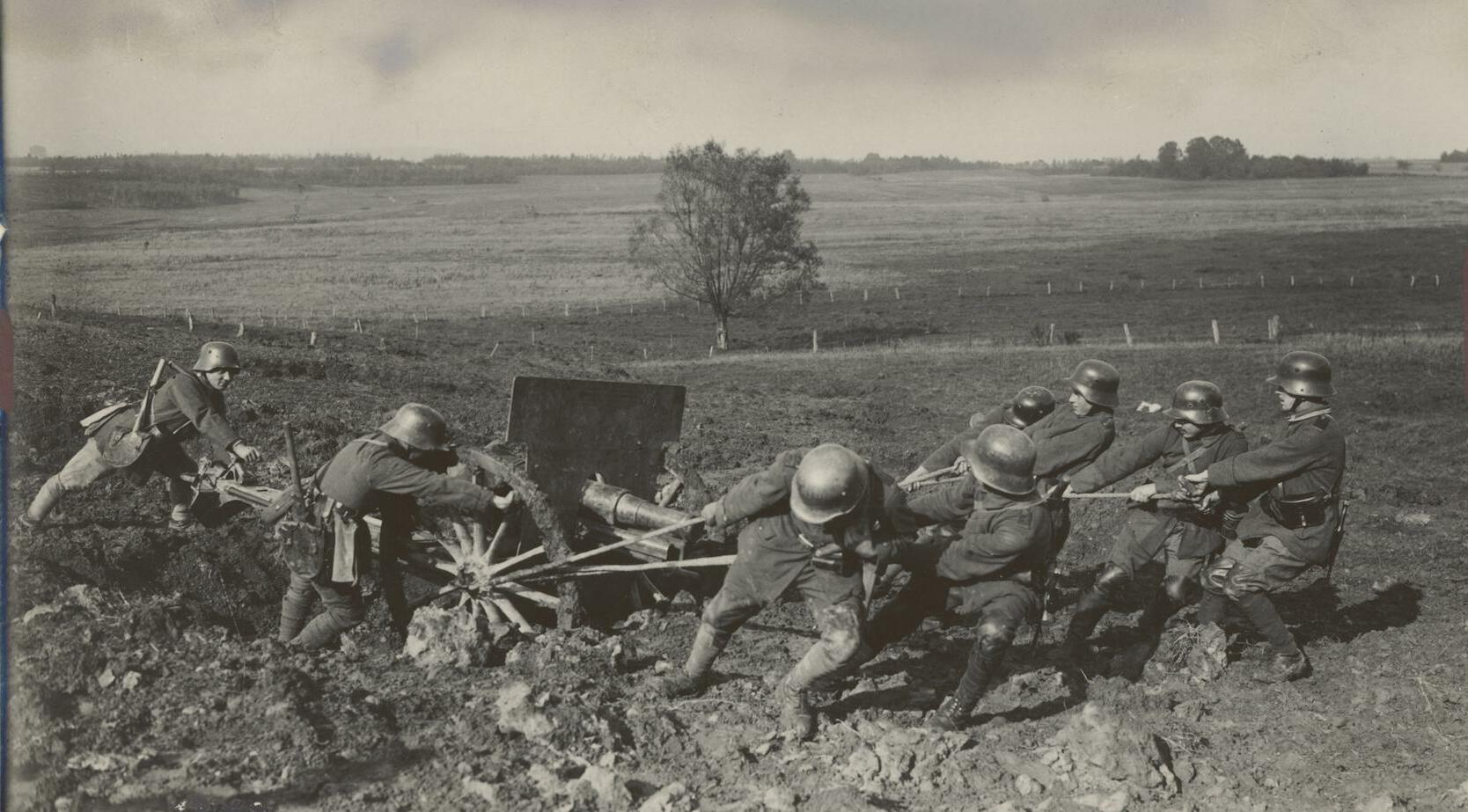
7,62-cm-Infanteriegeschütz L/16,5 im Mannschaftszug
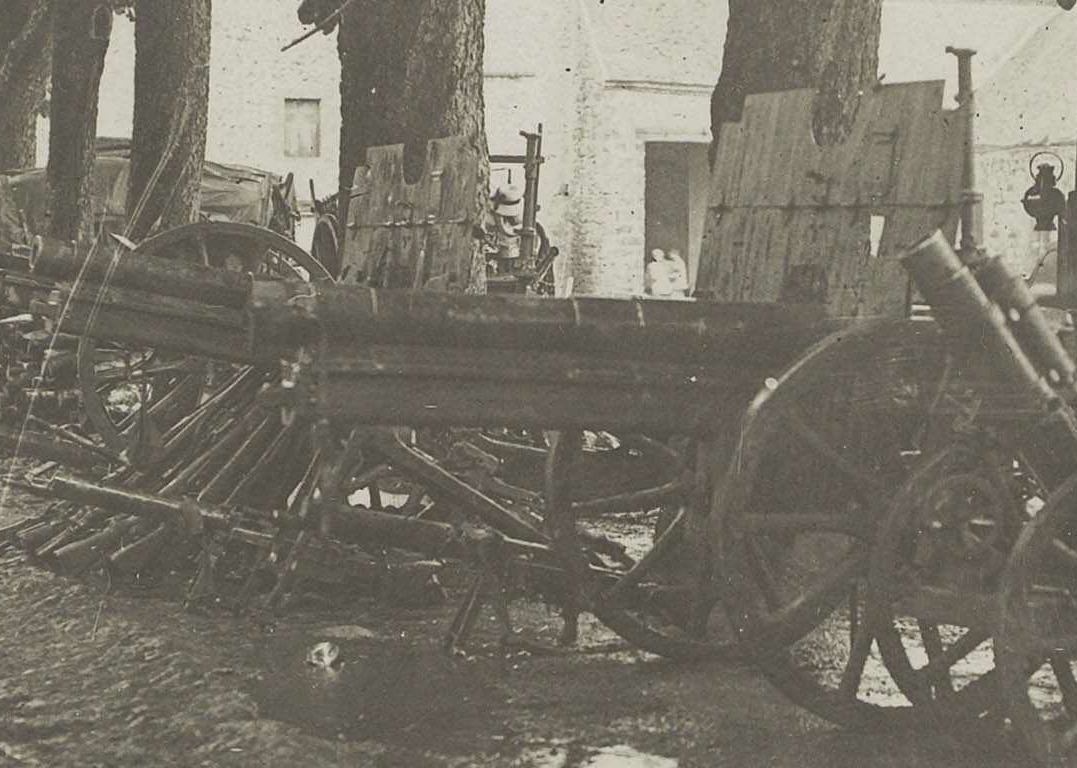
7,7-cm-Infanteriegeschütz L/27
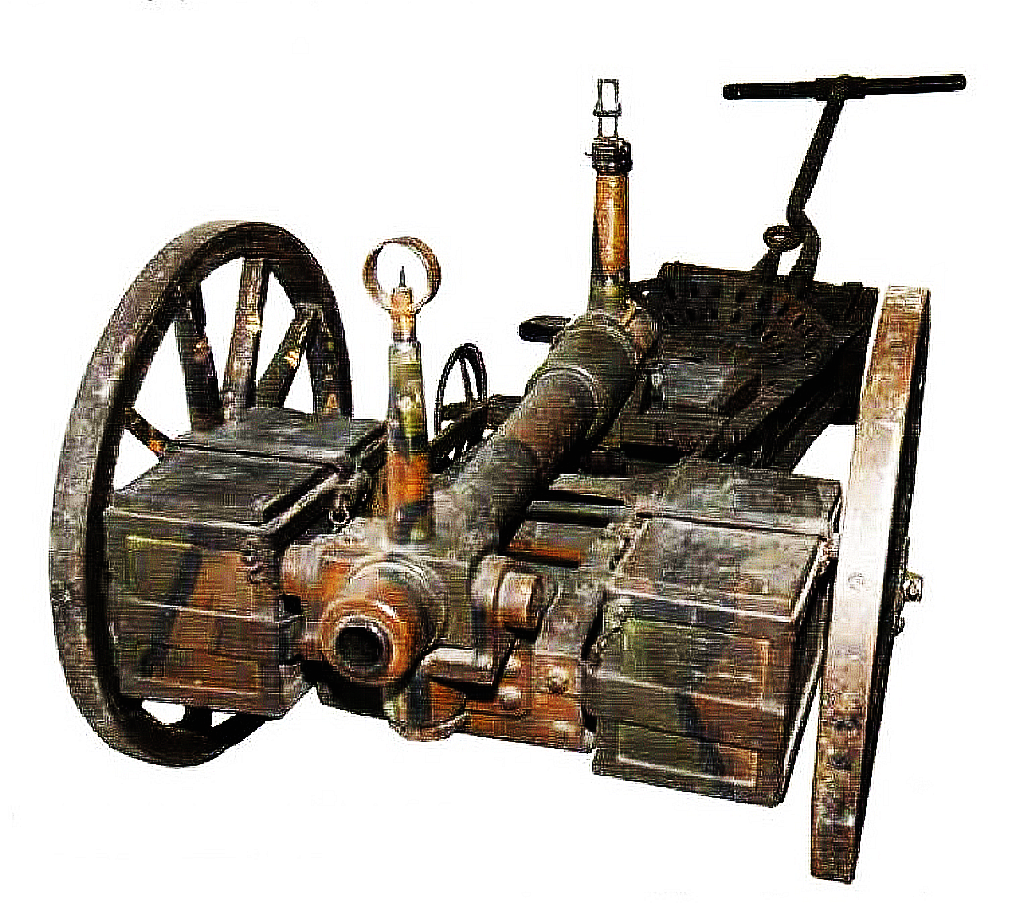
3,7-cm-Tankabwehrkanone von Rheinmetall
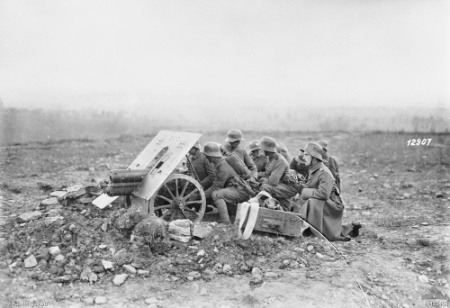
Tankabwehr mit 7,5-cm-Škoda-Gebirgsgeschütz, Okt. 1918
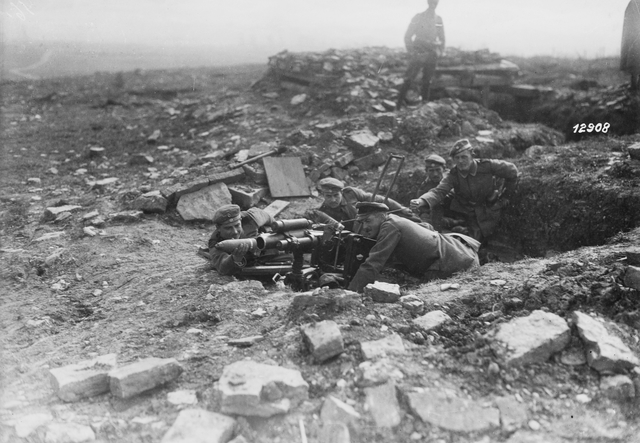
Geschützmannschaft mit 7,58-cm-Minenwerfer zur Tankabwehr, Okt. 1918

### Fußartillerie, Festungs- und Belagerungsartillerie
Am 1. November 1872 wurde im Deutschen Reich die Fußartillerie von der Feldartillerie getrennt: Ihr Auftrag lag in der Bekämpfung von Festungen, Ortschaften, Verkehrsverbindungen und Feindartillerie im indirekten Richten mit Brisanzgranaten, vor allem bei der Unterstützung von Belagerungsoperationen. Die Fußartillerie erhielt ab 1893 eigene Bespannung und war damit beweglich gemacht worden, ausgezeichnet ausgebildet und verfügte über enorme Feuerkraft. Ebenfalls war ihr die ortsfeste Festungsartillerie zugeordnet.
Die Fußartillerie gliederte sich in Regimenter, Bataillone und Kompanien; letztere wurden 1908 in Batterien umbenannt.
Eine Batterie schwerer Feldhaubitzen wurde geführt von einem Batteriechef im Rang eines Hauptmanns. Sie umfasste 1914 etatmäßig fünf Offiziere, einen Veterinäroffizier und 224 Unteroffiziere/Mannschaften mit 122 Pferden, 18 Fahrzeugen und vier Geschützen. Eine Batterie mit zwei 42-cm-Mörsern umfasste sogar 280 Mann.

#### Mittlere und schwere Geschütze
Die Notwendigkeit, im Kampf um Feldbefestigungen auch schwere Geschütze heranziehen zu können, führte 1896 zur Bildung der Schweren Artillerie des Feldheeres. Die Geschütze wurden ebenfalls durch Pferdebespannung mobil gemacht, dabei oft in mehrere Lasten zerlegt. Als Bespannungspferde dienten schwere Kaltblüter. Standardgeschütze bei Kriegsausbruch 1914 waren die (15-cm-) Schwere Feldhaubitze und der (21-cm-) Mörser. Hinzu kamen wenige der weitreichenden 10-cm-, 13-cm- und 15-cm-Kanonen.
Leistungsdaten und Bilder der mittleren und schweren Steilfeuergeschütze:
| Bezeichnung des Geschützes                                        | Kaliber [mm]                                             | Rohrl. [cal.]                                            | v0 [m/s]                                                 | Geschoss- gew. [kg]                                      | Schussweite max. [m]                                     | Feuerge- schwindigkeit                                   | Gewicht in Feuerst. [kg]                                 | Einf.                                                    | Bemerkungen                                                                   |
| Ältere (ab 1870 eingeführte) Geschütze ohne Rohrrücklauf          | Ältere (ab 1870 eingeführte) Geschütze ohne Rohrrücklauf | Ältere (ab 1870 eingeführte) Geschütze ohne Rohrrücklauf | Ältere (ab 1870 eingeführte) Geschütze ohne Rohrrücklauf | Ältere (ab 1870 eingeführte) Geschütze ohne Rohrrücklauf | Ältere (ab 1870 eingeführte) Geschütze ohne Rohrrücklauf | Ältere (ab 1870 eingeführte) Geschütze ohne Rohrrücklauf | Ältere (ab 1870 eingeführte) Geschütze ohne Rohrrücklauf | Ältere (ab 1870 eingeführte) Geschütze ohne Rohrrücklauf | Ältere (ab 1870 eingeführte) Geschütze ohne Rohrrücklauf                      |
| ----------------------------------------------------------------- | -------------------------------------------------------- | -------------------------------------------------------- | -------------------------------------------------------- | -------------------------------------------------------- | -------------------------------------------------------- | -------------------------------------------------------- | -------------------------------------------------------- | -------------------------------------------------------- | ----------------------------------------------------------------------------- |
| 9-cm-Mörser                                                       | 88                                                       | L/8,2                                                    |                                                          |                                                          |                                                          |                                                          | 202                                                      | 1880                                                     | Vorläufer der späteren Minenwerfer                                            |
| Kurze 15-cm-Kanone                                                | 149,1                                                    | L/14,6                                                   |                                                          |                                                          |                                                          |                                                          | 2.804                                                    | 1870                                                     |                                                                               |
| 15-cm-Mörser                                                      | 149,7                                                    | L/6,7                                                    |                                                          |                                                          |                                                          |                                                          | 1.284                                                    | 1882                                                     |                                                                               |
| Langer 15-cm-Mörser                                               | 149,7                                                    | L/9,6                                                    |                                                          |                                                          |                                                          |                                                          | 1.568                                                    | 1892                                                     |                                                                               |
| Schwere Feldhaubitze                                              | 149,7                                                    | L/10,8                                                   | 276–280                                                  | 42–42,3                                                  | 6.050                                                    | 2 Sch./min                                               | 2.189                                                    | 1893                                                     |                                                                               |
| 21-cm-Mörser C/71, auch: 21-cm-Bronzemörser                       | 209,3                                                    | L/9,3                                                    |                                                          |                                                          |                                                          |                                                          | 5.100                                                    | 1872                                                     |                                                                               |
| Kurze 21-cm-Kanone                                                | 209,3                                                    | L/12                                                     |                                                          |                                                          |                                                          |                                                          | 3.864                                                    | 1882                                                     |                                                                               |
| 21-cm-Bronzemörser St.                                            | 209,3                                                    | L/9,7                                                    |                                                          |                                                          |                                                          |                                                          | 5.000                                                    | um 1890                                                  | Nachrüstung des Bronzemörsers mit eingezogenem Stahlseelenrohr                |
| 21-cm-Mörser, auch: 21-cm-Stahlmörser                             | 211                                                      | L/10                                                     | 308–350                                                  | 83–120                                                   | 7.200–8.200                                              | 1 Sch./3 min                                             | 4.820                                                    | 1899                                                     |                                                                               |
| Neuere Geschütze mit Rohrrücklauf                                 |                                                          |                                                          |                                                          |                                                          |                                                          |                                                          |                                                          |                                                          |                                                                               |
| Versuchshaubitze 99                                               | 149,7                                                    | L/12                                                     | 325                                                      | 39–42                                                    | 7.450                                                    | 1 Sch./min                                               | 2.380                                                    | 1900                                                     |                                                                               |
| Schwere Feldhaubitze 02                                           | 149,7                                                    | L/12                                                     | 325                                                      | 42                                                       | 7.450                                                    | 2 Sch./min                                               | 2.035                                                    | 1903                                                     |                                                                               |
| Schwere Versuchs-Feldhaubitze L/13 (Erhardt)                      | 149,7                                                    | L/13                                                     | 370                                                      | 40,5                                                     | 8.250                                                    | 4 Sch./min                                               | 2.175                                                    | (1910)                                                   | nur erprobt                                                                   |
| Schwere Feldhaubitze 13                                           | 149,7                                                    | L/14                                                     | 365                                                      | 42                                                       | 8.500                                                    | 4 Sch./min                                               | 2.135                                                    | 1913                                                     |                                                                               |
| Lange schwere Feldhaubitze 13                                     | 149,7                                                    | L/17                                                     | 365–377                                                  | 42–44                                                    | 8.500–8.800                                              | 4 Sch./min                                               | 2.250                                                    | 1916                                                     |                                                                               |
| Lange schwere Feldhaubitze 13/02                                  | 149,7                                                    | L/17                                                     | 365–377                                                  | 42–44                                                    | 8.500–8.800                                              | 4 Sch./min                                               | 2.210                                                    | 1917                                                     | Rohr der langen sFH 13 in der Lafette der sFH 02                              |
| 15-cm-Versuchshaubitze L/30 (Rheinmetall), auch: Leichte Kartaune | 149,7                                                    | L/30                                                     | 600                                                      | 44                                                       | 14.500                                                   | 2 Sch./min                                               | 4.525                                                    | (1918)                                                   | bei Kriegsende in Erprobung                                                   |
| 18,5-cm-Versuchshaubitze L/22 (Krupp)                             | 185                                                      | L/22                                                     | 440                                                      | 80                                                       | 11.000                                                   | 1 Sch./min                                               | 5.175                                                    | (1918)                                                   | geplante Ablösung der Mörser, erprobt und abgelehnt                           |
| 21-cm-Versuchsmörser L/10 (Krupp)                                 | 211                                                      | L/10                                                     | 288                                                      | 119                                                      | 7.000                                                    | 1 Sch./min                                               | 5.384                                                    | (1906)                                                   | nur erprobt                                                                   |
| 21-cm-Versuchsmörser L/12 (Rheinmetall)                           | 211                                                      | L/12                                                     | 285                                                      | 120                                                      | 7.000                                                    | 1 Sch./min                                               | 5.710                                                    | (1908)                                                   | nur erprobt                                                                   |
| 21-cm-Versuchsmörser L/15 (Rheinmetall)                           | 211                                                      | L/15                                                     | 340                                                      | 120–140                                                  | 9.400–10.200                                             |                                                          | 8.727                                                    | (1909)                                                   | nur erprobt                                                                   |
| Mörser                                                            | 211                                                      | L/11,9                                                   | 367                                                      | 120                                                      | 9.400                                                    | 1 Sch./min                                               | 7.380                                                    | 1910                                                     |                                                                               |
| Langer Mörser                                                     | 211                                                      | L/14,6                                                   | 394                                                      | 113–120                                                  | 10.200–11.100                                            | 1 Sch./min                                               | 7.550                                                    | 1916                                                     | ab 1917 in gefederter Version (Gewicht 7.650 kg) für motorisierten Zug gebaut |

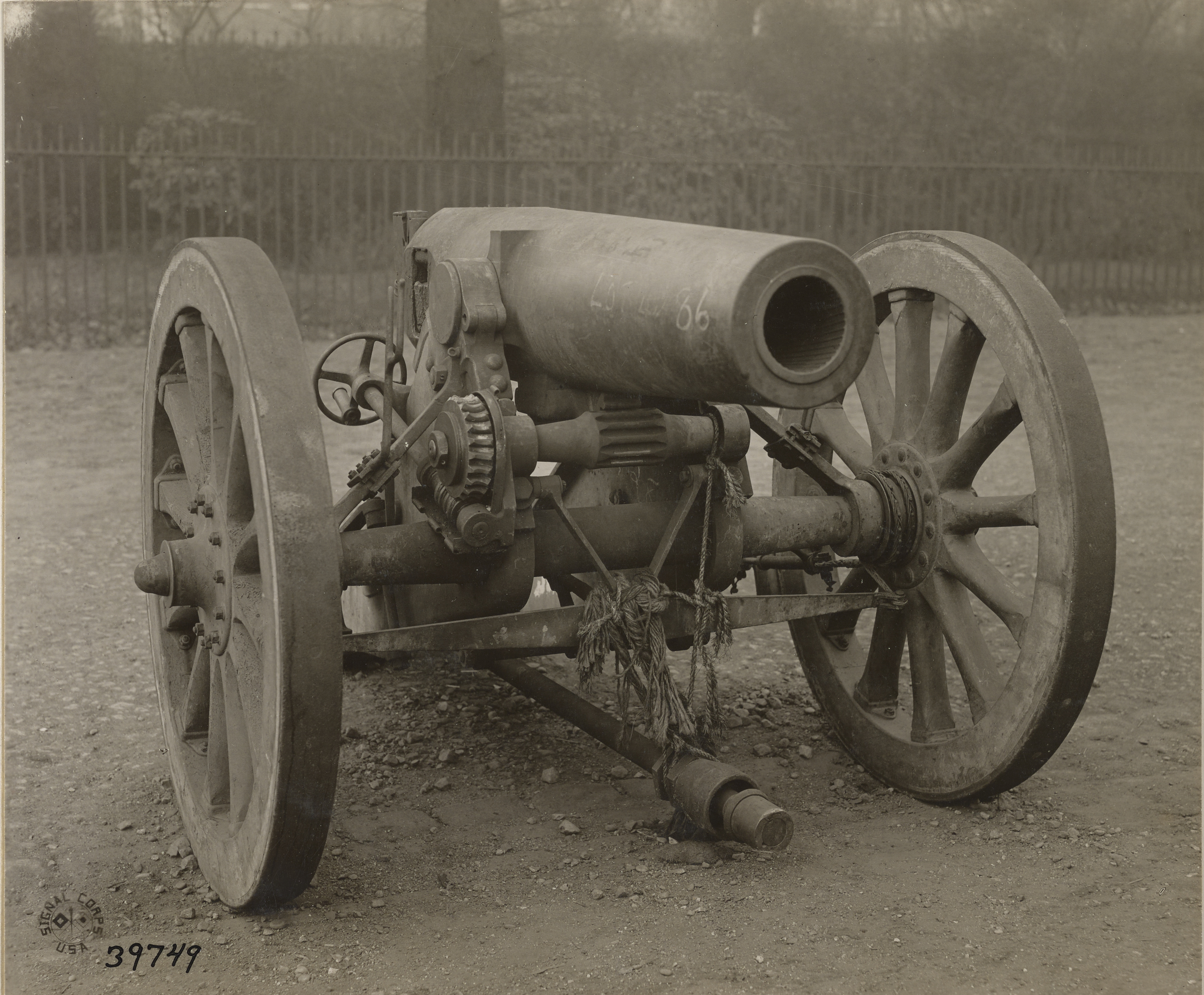
Schwere Feldhaubitze
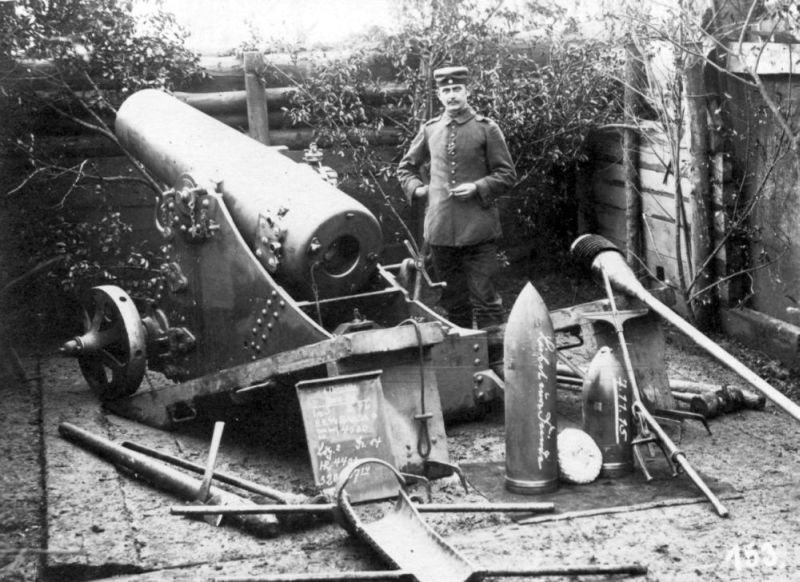
21-cm-Stahlmörser in Feuerstellung
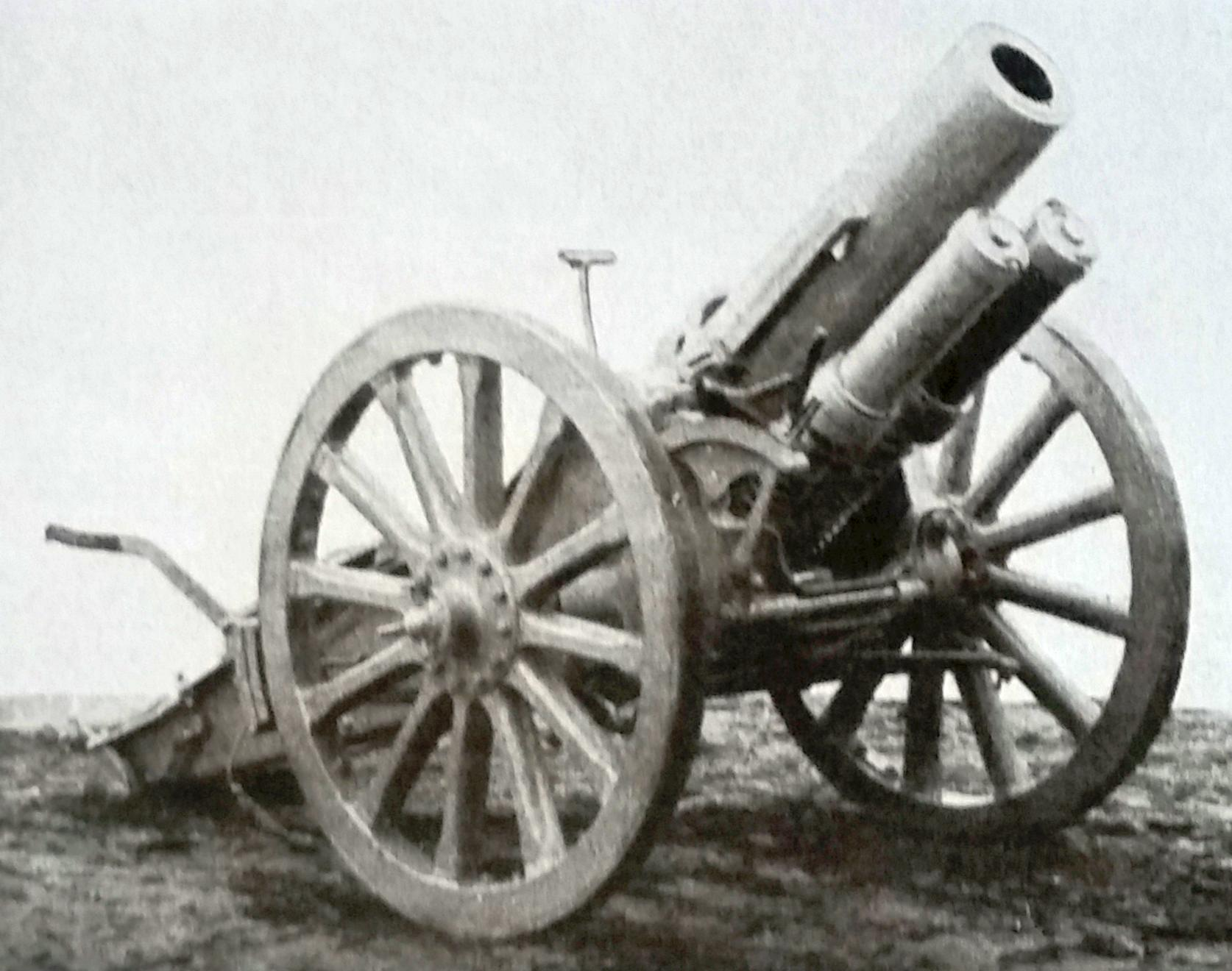
Versuchshaubitze 99
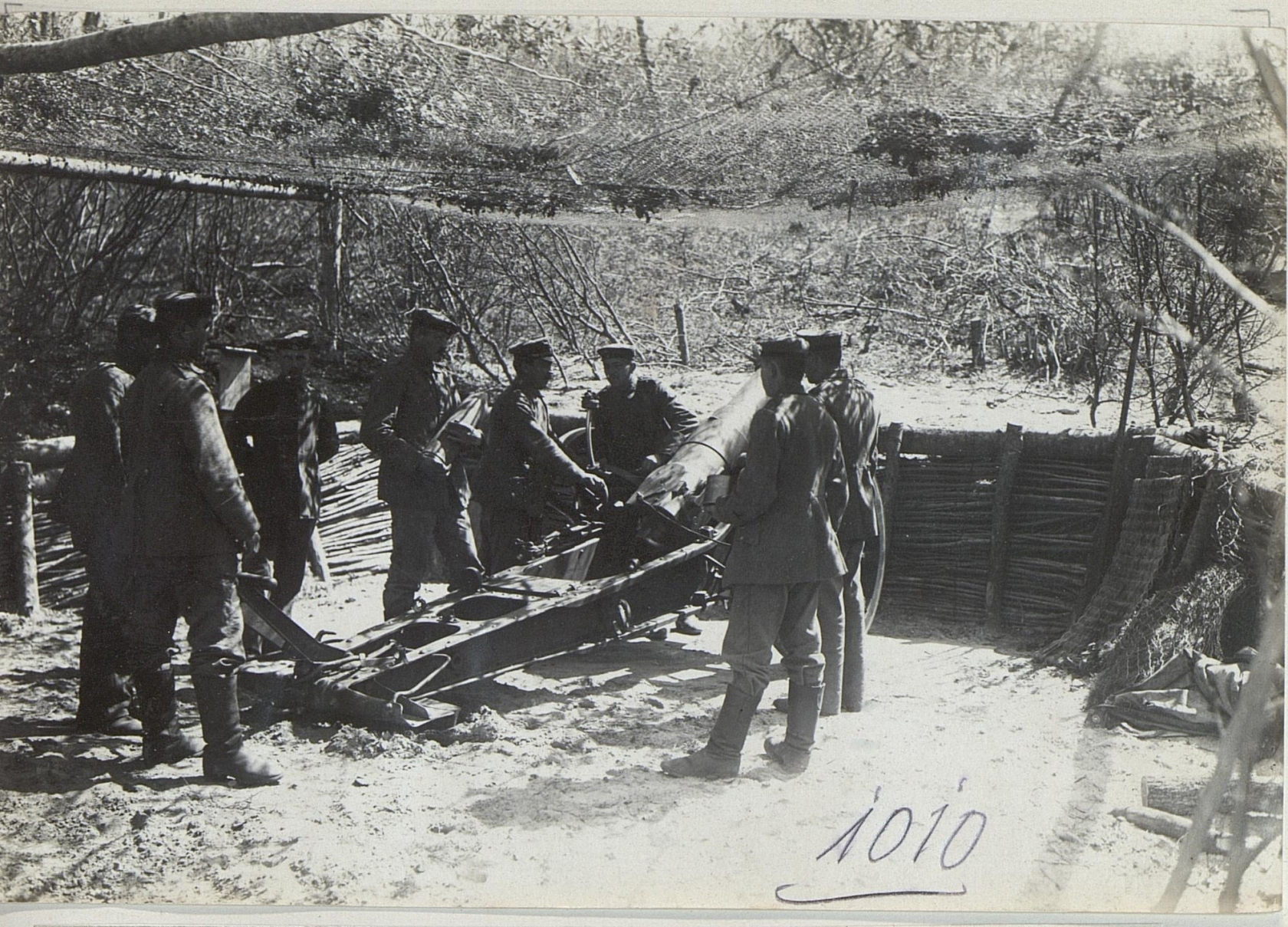
Schwere Feldhaubitze 02
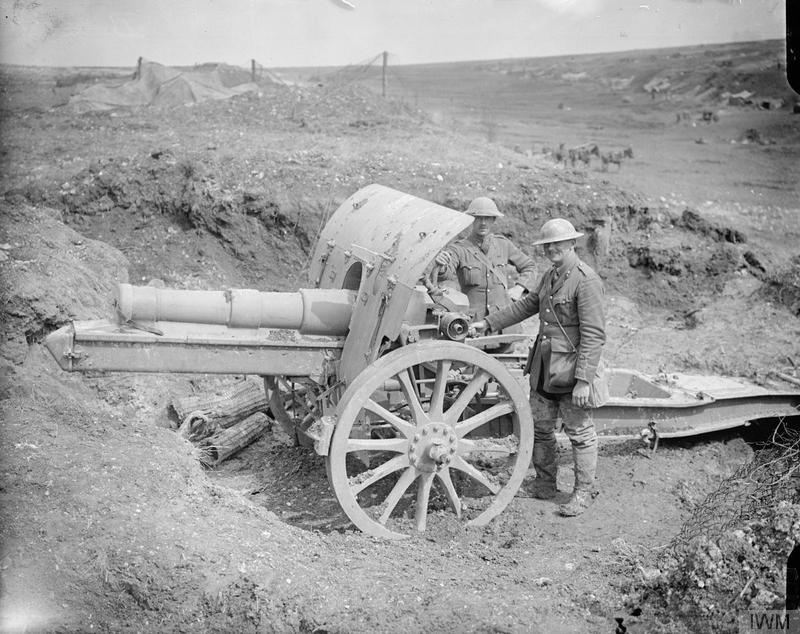
Schwere Feldhaubitze 13 als britische Beute
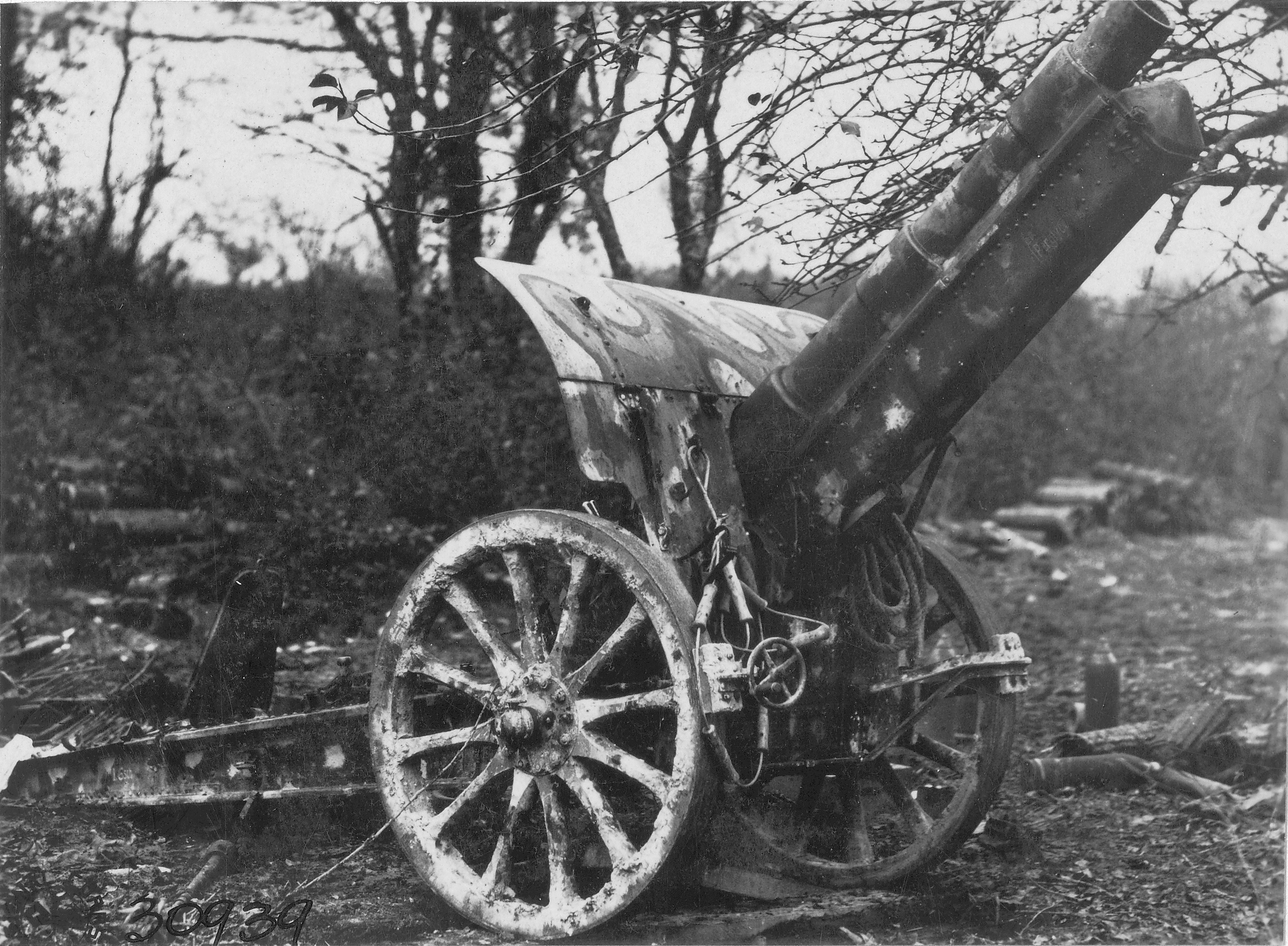
Lange schwere Feldhaubitze 13
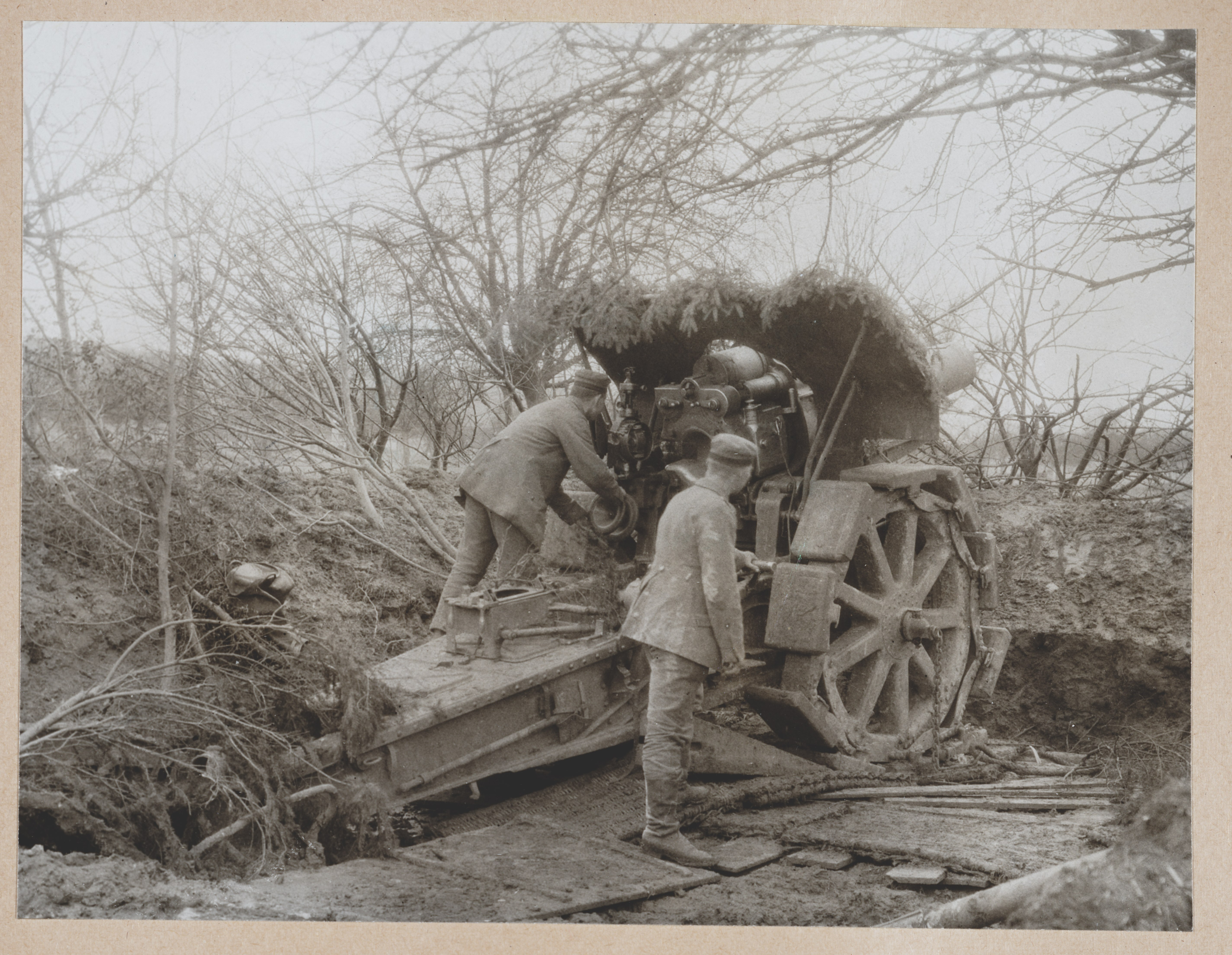
Mörser
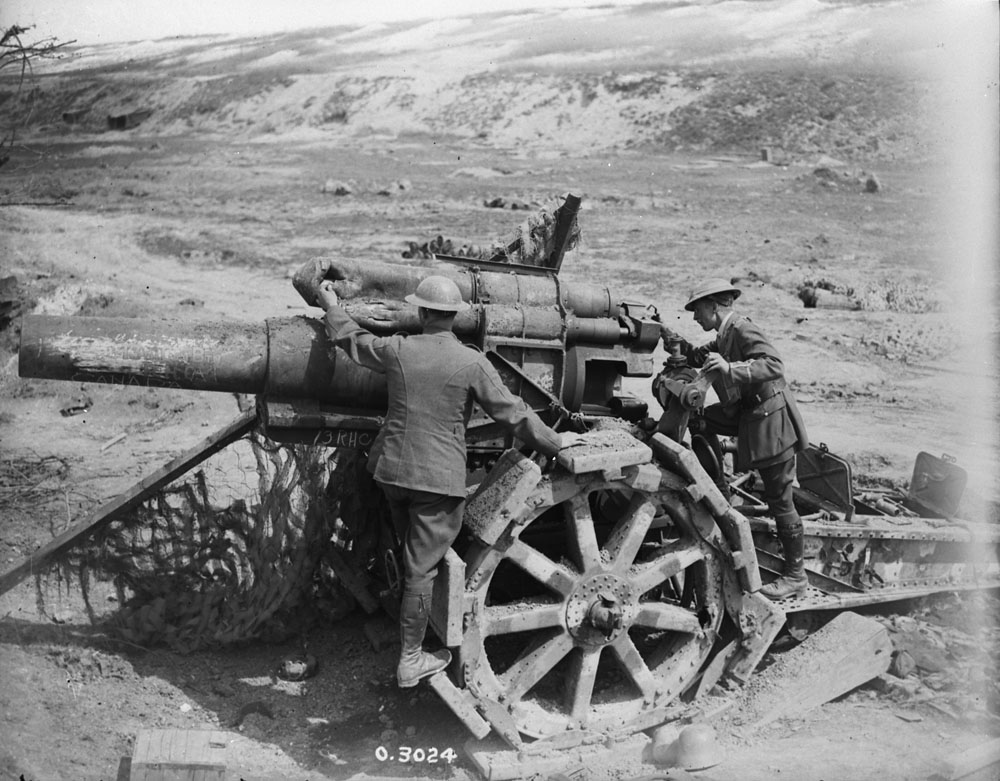
Langer Mörser

Leistungsdaten und Bilder der mittleren und schweren Flachfeuergeschütze:
| Bezeichnung des Geschützes                                              | Kaliber [mm]                                 | Rohrl. [cal.]                                | v0 [m/s]                                     | Geschoss- gew. [kg]                          | Schussweite max. [m]                         | Feuerge- schwindigkeit                       | Gewicht in Feuerst. [kg]                     | Ein- führung                                 | Bemerkungen |
| Ältere Geschütze ohne Rohrrücklauf (Auswahl)                            | Ältere Geschütze ohne Rohrrücklauf (Auswahl) | Ältere Geschütze ohne Rohrrücklauf (Auswahl) | Ältere Geschütze ohne Rohrrücklauf (Auswahl) | Ältere Geschütze ohne Rohrrücklauf (Auswahl) | Ältere Geschütze ohne Rohrrücklauf (Auswahl) | Ältere Geschütze ohne Rohrrücklauf (Auswahl) | Ältere Geschütze ohne Rohrrücklauf (Auswahl) | Ältere Geschütze ohne Rohrrücklauf (Auswahl) | Ältere Geschütze ohne Rohrrücklauf (Auswahl)                                                                    |
| ----------------------------------------------------------------------- | -------------------------------------------- | -------------------------------------------- | -------------------------------------------- | -------------------------------------------- | -------------------------------------------- | -------------------------------------------- | -------------------------------------------- | -------------------------------------------- | --- |
| Schwere 9-cm-Kanone                                                     | 88                                           | L/24                                         | 442–444                                      | 7,42–7,5                                     | 6.500–6.600                                  | 2 Sch./min                                   | 1.308                                        | 1879                                         | |
| Schwere 12-cm-Kanone                                                    | 120,3                                        | L/23,4                                       | 398–460                                      | 16,2–17,0                                    | 7.300–7.900                                  | 2 Sch./min                                   | 2.452                                        | 1880                                         | |
| 10-cm-Kanone                                                            | 105,2                                        | L/30                                         | 551–560                                      | 16,1–18,75                                   | 10.200–12.700                                |                                              | 2.640                                        | 1899                                         | |
| 10-cm-Kanone mit Federsporn                                             | 105,2                                        | L/30                                         | 560                                          | 16,1                                         | 10.200                                       | 6 Sch./min                                   | 2.800                                        | 1902                                         | Umbau der 10-cm-Kanone mit Federsporn, wegen Nichtbewährung rückgebaut                                          |
| 15-cm-Ringkanone                                                        | 149,1                                        | L/23                                         | 396–457                                      | 27,2–35,6                                    | 7.600–8.050                                  | 2 Sch./min                                   | 5.123                                        | 1872                                         | |
| Lange 15-cm-Kanone                                                      | 149,1                                        | L/30                                         | 495                                          | 42,3–44,0                                    | 10.000–12.000                                | 2 Sch./min                                   | 6.015                                        | 1892                                         | |
| Neuere Geschütze mit Rohrrücklauf                                       |                                              |                                              |                                              |                                              |                                              |                                              |                                              |                                              | |
| 10-cm-Kanone 04                                                         | 105,2                                        | L/30                                         | 551–560                                      | 16,1–18,75                                   | 10.200–12.700                                | 10 Sch./min                                  | 2.800                                        | 1905                                         | |
| 10-cm-Kanone 14                                                         | 105,2                                        | L/35                                         | 583–585                                      | 18,75                                        | 11.400–13.100                                | 10 Sch./min                                  | 2.820                                        | 1915                                         | |
| 10-cm-Kanone 17                                                         | 105,2                                        | L/45                                         | 650                                          | 18,75                                        | 14.100–16.500                                | 10 Sch./min                                  | 3.200                                        | 1917                                         | |
| 10-cm-Kanone 17/04                                                      | 105,2                                        | L/45                                         | 650                                          | 18,75                                        | 14.100–16.500                                |                                              | 3.150                                        | 1917                                         | Rohr der 10-cm-K 17 in der Lafette der 10-cm-K 04                                                               |
| 13-cm-Kanone                                                            | 135                                          | L/35                                         | 695                                          | 42,0                                         | 16.500                                       | 3 Sch./min                                   | 6.730                                        | 1909                                         | ab 1917 in gefederter Version (Gewicht 6.838 kg) für motorisierten Zug gebaut                                   |
| 15-cm-Kanone 16 Krupp                                                   | 149,3                                        | L/42,7                                       | 749                                          | 52,5                                         | 22.800                                       | 1 Sch./min                                   | 10.140                                       | 1916                                         | |
| 15-cm-Kanone 16 Rheinmetall                                             | 149,3                                        | L/42,9                                       | 749                                          | 52,5                                         | 22.800                                       | 1 Sch./min                                   | 9.240                                        | 1917                                         | |
| Ehemalige Festungs-, Marine- und Küstenkanonen in Räderlafetten (i. R.) |                                              |                                              |                                              |                                              |                                              |                                              |                                              |                                              | |
| 10-cm-Kanone 97 i. R.                                                   | 105                                          | L/35                                         | 583                                          | 18,75                                        | 13.100                                       |                                              | 4.180                                        | 1914                                         | 30 ehem. 10-cm-Kanonen in Schirmlafette                                                                         |
| 10,5-cm-Schnelladekanone L/35 i. R., auch: Schwere 10-cm-Kanone         | 105                                          | L/35                                         | 600                                          | 17,4                                         | 10.800                                       | 10 Sch./min                                  | 3.900                                        | 1916                                         | 14 Marinerohre, ehem. Bewaffnung der Brandenburg-Klasse und verschiedener Kreuzer                               |
| 10,5-cm-Schnelladekanone L/45 i. R.                                     | 105                                          | L/45                                         | 650                                          | 17,4                                         | 12.700                                       |                                              | 4.755                                        |                                              | 32 Marinerohre, ehem. Bewaffnung verschiedener Kreuzer                                                          |
| 10-cm-Küstenkanone L/50 i. R.                                           | 105                                          | L/53,1                                       | 876–920                                      | 16–18,2                                      | 14.200–21.600                                | 8–10 Sch./min                                | 6.500 + 4.640 Bettung                        |                                              | 4 Rohre der 15-cm-Küstenkanone in Schirmlafette                                                                 |
| 15-cm-Kanone L/30 i. R.                                                 | 149,1                                        | L/30                                         | 609                                          | 40                                           | 12.100                                       |                                              | 9.350                                        | 1915                                         | 10 Marinerohre, ehem. Bewaffnung der Kaiserin Augusta und der Irene-Klasse                                      |
| 15-cm-Schnelladekanone L/40 i. R., auch: Schwere 15-cm-Kanone           | 149,1                                        | L/40                                         | 750                                          | 44,2                                         | 18.700                                       | 1–2 Sch./min                                 | 11.820 + 7.450 Bettung                       | 1915                                         | 150 Rohre der demontierten Mittelartillerie der Linienschiffe der Kaiser-Friedrich-III.- und Wittelsbach-Klasse |
| 17-cm-Schnelladekanone L/40 i. R.                                       | 172,6                                        | L/40                                         | 815                                          | 62,8                                         | 24.000                                       | 1 Sch./min                                   | 23.500 (einschl. Bettung)                    | 1917                                         | 60 Rohre der demontierten Mittelartillerie der Linienschiffe der Braunschweig- und Deutschland-Klasse           |
| Ehemalige Marinekanonen auf Prähmen                                     |                                              |                                              |                                              |                                              |                                              |                                              |                                              |                                              | |
| 15-cm-Schnelladekanone L/45 in Mittelpivotlafette auf Prahm             | 149,1                                        | L/45                                         | 840                                          | 44                                           | 22.650                                       | 1 Sch./3 min                                 | 55.500                                       |                                              | wie Mittelartillerie der ab 1908 gebauten Großlinienschiffe, auf Prähmen montiert in Flandern eingesetzt        |

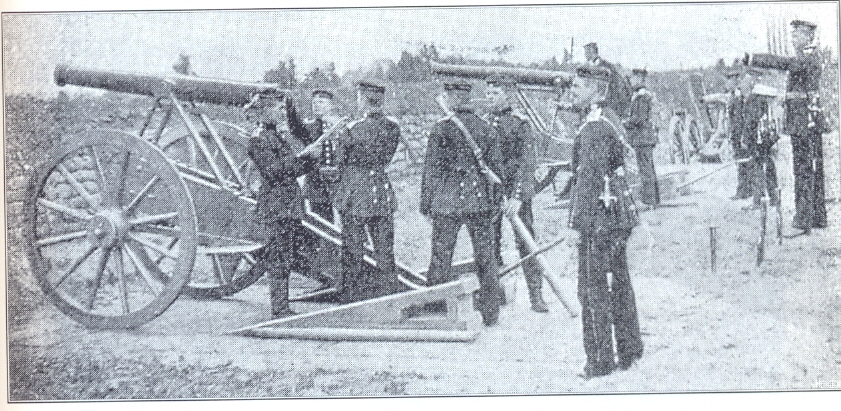
Fußartilleristen mit Schweren 9-cm-Kanonen beim Exerzieren
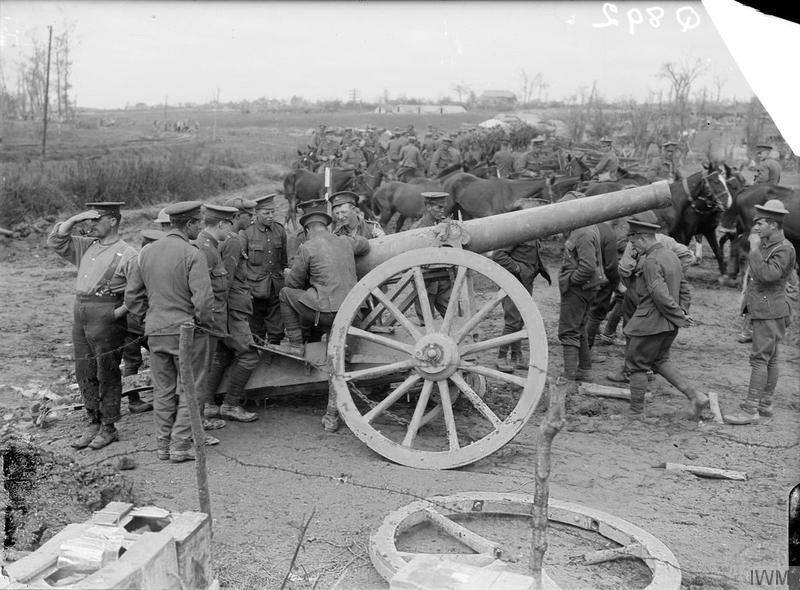
Schwere 12-cm-Kanone als alliierte Kriegsbeute
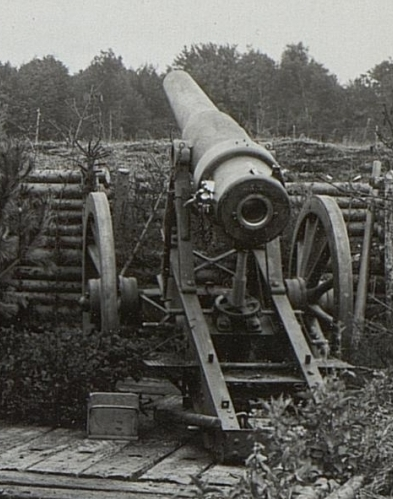
15-cm-Ringkanone in Feldstellung
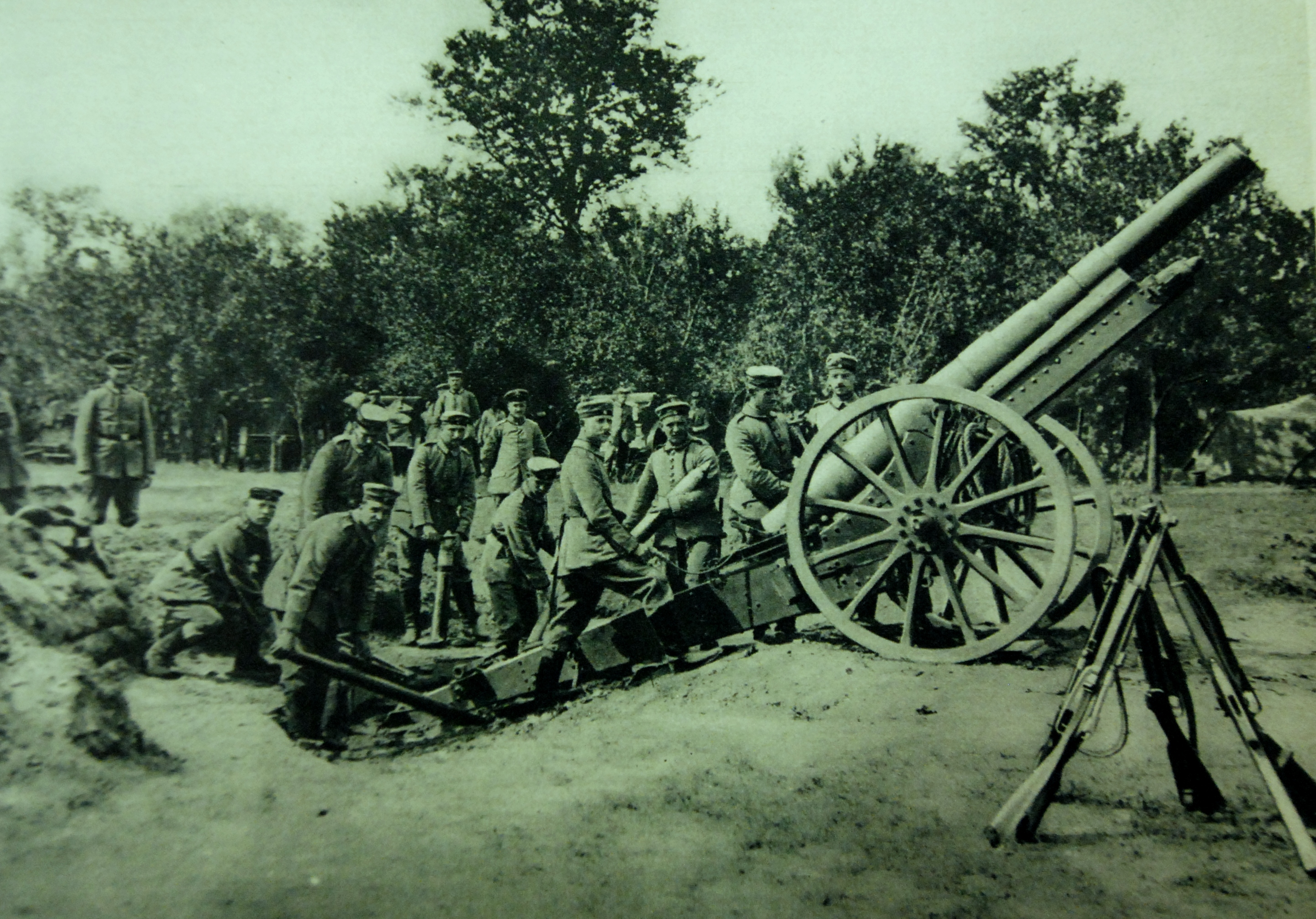
10-cm-Kanone 04
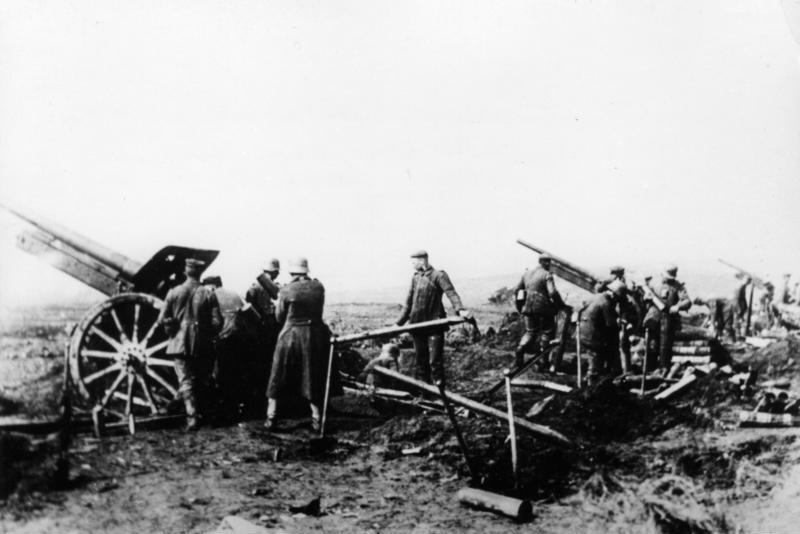
10-cm-Kanonen 14 in der Tankschlacht bei Cambrai
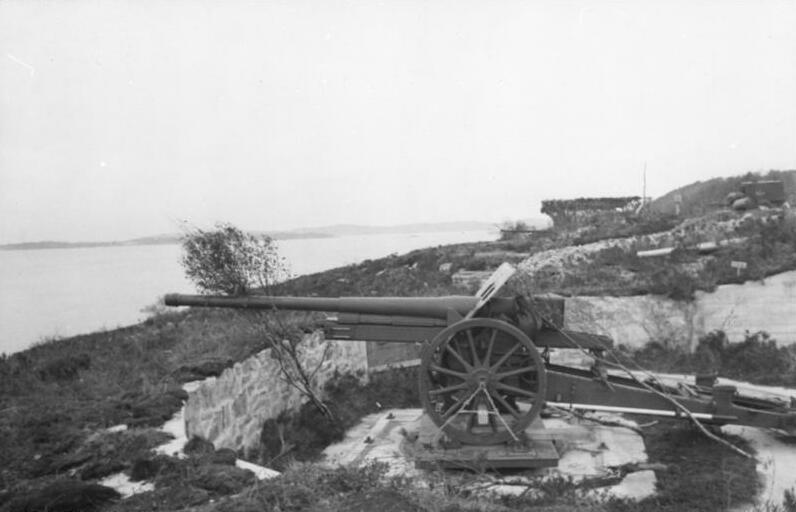
10-cm-Kanone-17 als Küstengeschütz während des 2. Weltkriegs
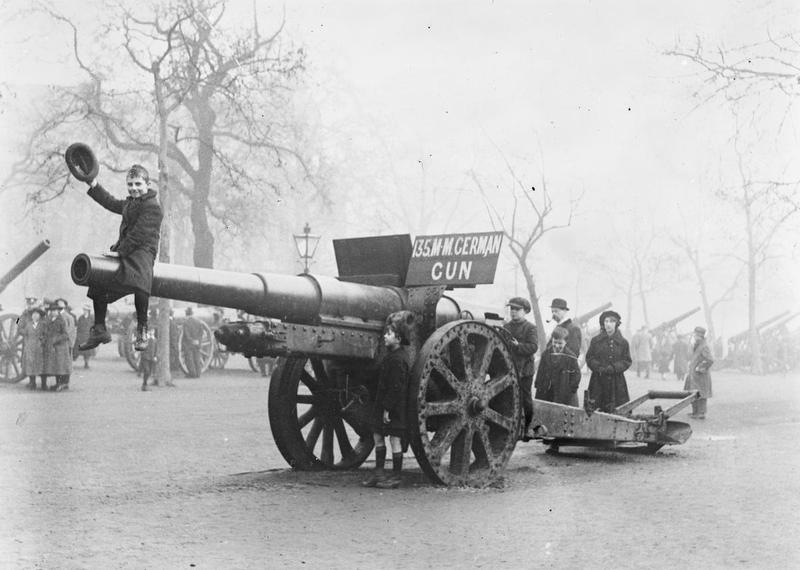
13-cm-Kanone als Kriegsbeute auf der Mall ausgestellt
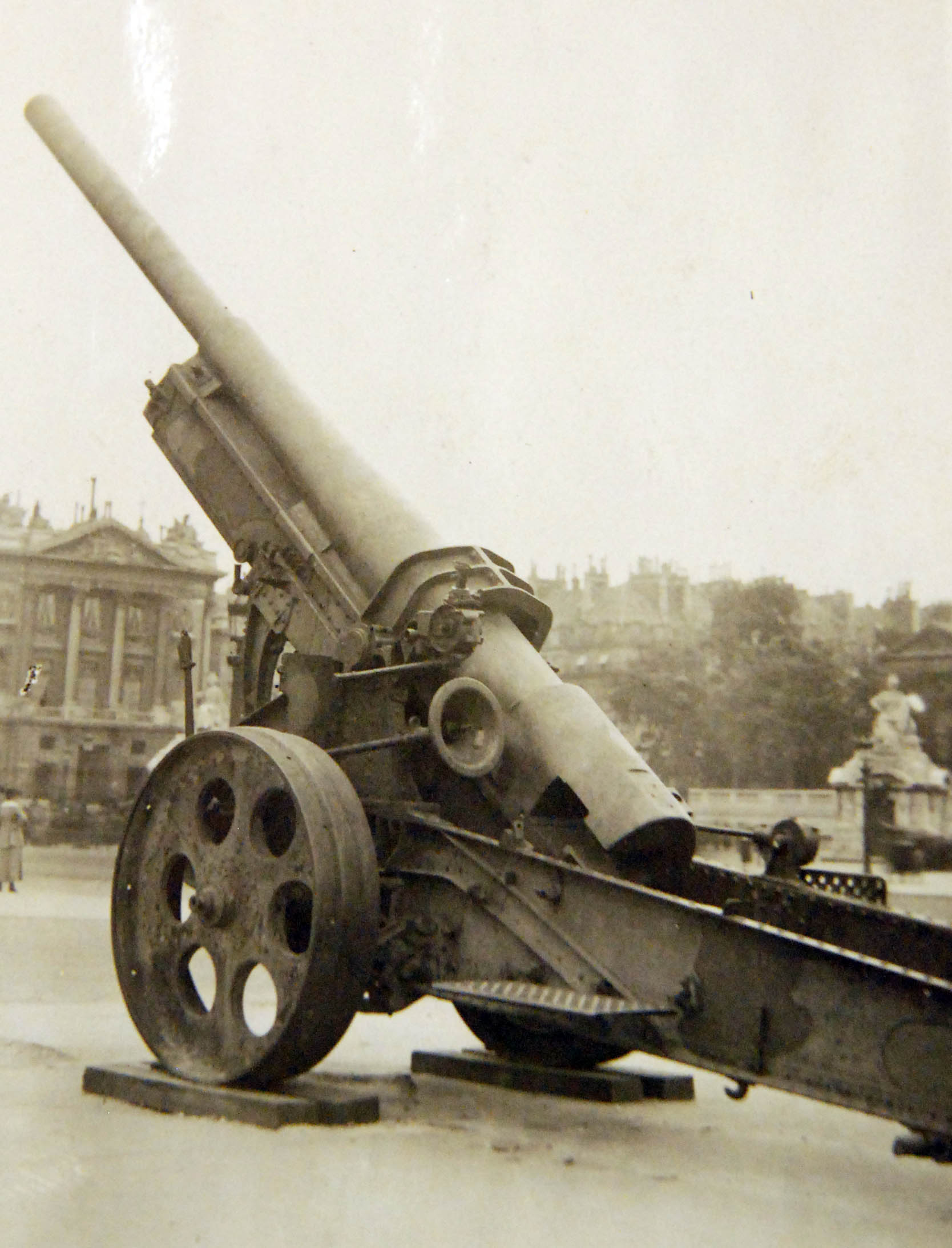
15-cm-Kanone 16 (Krupp)
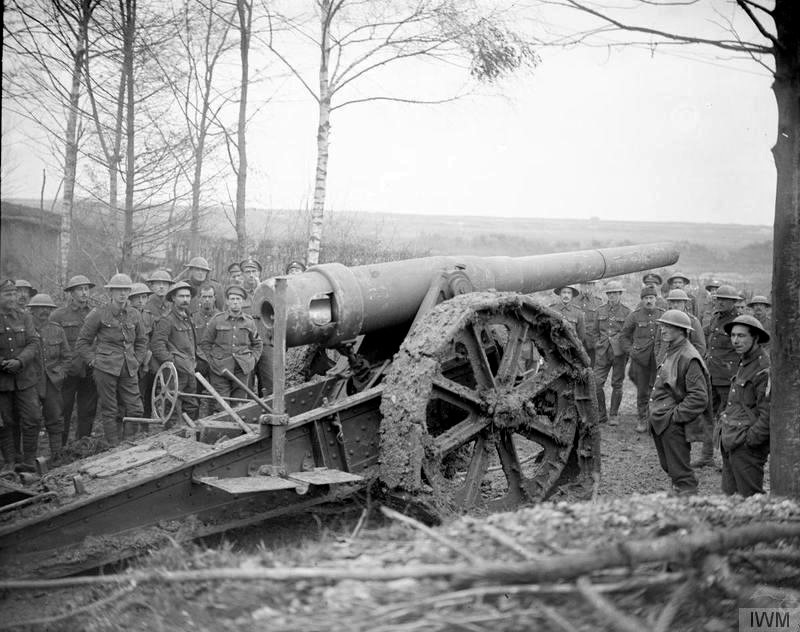
15-cm-Kanone L/30 in Räderlafette
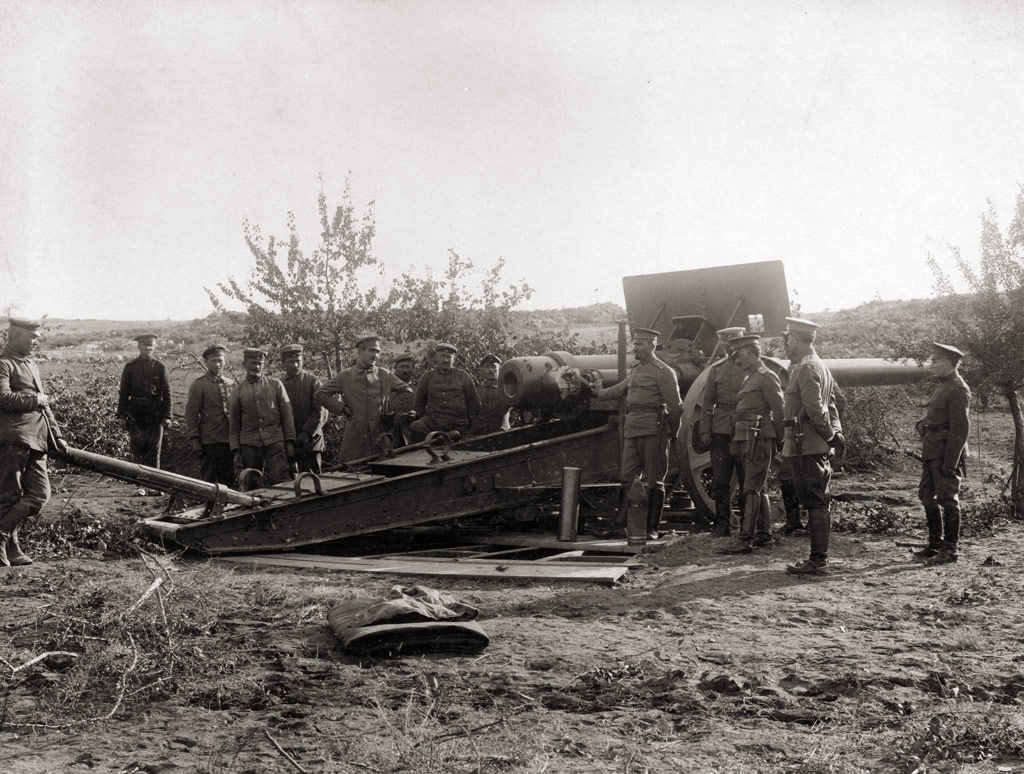
15-cm-Schnelladekanone L/40 i. R. mit deutschen und bulgarischen Soldaten
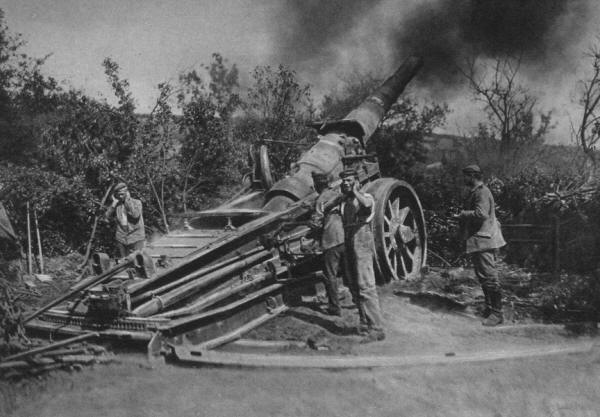
17-cm-Schnelladekanone L/40 in Räderlafette

#### Schwerste Geschütze
Zu Beginn des Ersten Weltkriegs verfügte die Fußartillerie des Deutschen Heeres über 18 schwerste Geschütze der Kaliber 30,5 cm und 42 cm, die als Belagerungsgeschütze zum Beschuss feindlicher Festungen vorgesehen waren. Obwohl im Bestand der Heeresartillerie, wurden sie aus Tarnungsgründen als schwere Küstenmörser bzw. kurze Marinekanonen bezeichnet. Ergänzt durch drei 28-cm- bzw. 30,5-cm-Versuchshaubitzen der Firma Krupp, zogen diese Geschütze 1914 in sog. β-(beta)- und γ-(gamma)-Batterien organisiert ins Feld. Da sich insbesondere die 42-cm-Mörser bei der Eroberung der Festung Lüttich bewährt hatten, erwarben sie sich einen legendären Ruf und den zeittypischen Spitznamen „Dicke Bertha“. Während des Krieges wurden weitere nachgebaut, und einige wenige überzählige Marinerohre in Bettungsgeschütze umgewandelt. Bekannt wurden zudem die drei „Paris-Geschütze“ genannten Fernkampfkanonen von Krupp, die auf Schienen verlastet transportiert und in versteckten Stellungen aufgebaut die französische Hauptstadt Paris zwischen März und August 1918 aus einer Entfernung von bis zu 130 km unter Beschuss nahmen.
Aufgrund der dem hohen Gewicht geschuldeten Transportproblematik wurden in der zweiten Hälfte des Ersten Weltkriegs die meisten überschweren Geschütze als Eisenbahngeschütze (s. u.) ausgeführt.
Leistungsdaten und Bilder der schwersten Geschütze:
| Bezeichnung des Geschützes                                               | Kaliber [mm] | Rohrl. [cal.] | v0 [m/s]  | Geschoss- gew. [kg] | Schussweite max. [m] | Feuerge- schwindigkeit | Gewicht in Feuerst. [kg]  | Ein- führung | Bemerkungen |
| ------------------------------------------------------------------------ | ------------ | ------------- | --------- | ------------------- | -------------------- | ---------------------- | ------------------------- | ------------ | --- |
| Lange 21-cm-Kanone in 38-cm-Schießgerüst „Paris-Geschütz“                | 209,3 –232,0 | L/162 –L/146  | 1.600     | 105–120             | 132.000 (!)          | 1 Sch./2 min           | 403.680 –411.970          | 1918         | Bettungsgeschütz zum Fernbeschuß der franz. Hauptstadt Paris; Rohre wurden wegen schnellen Verschleißes zweimal aufgebohrt                     |
| 28-cm-Haubitze L/12 i. R.                                                | 283          | L/11,9        | 346       | 285                 | 9.700                |                        | 17.000                    | (1910)       | einzelne Krupp’sche Versuchshaubitze, zu Kriegsbeginn eingestellt                                                                              |
| 28-cm-Haubitze L/14 i. R.                                                | 283          | L/14          | 346       | 285                 | 9.700                | 1 Sch./2 min           | 15.225                    | (1914)       | einzelne Krupp’sche Versuchshaubitze mit zerlegbarem Rohr, zu Kriegsbeginn eingestellt                                                         |
| Schwerer Küstenmörser L/8 (β-Gerät)                                      | 305          | L/8           | 310–316   | 333–410             | 12.000               | 1 Sch./2 min           | 19.700 + 10.000 (Bettung) | 1897         | Bettungsgeschütz; zu Kriegsbeginn 9 Geschütze vorhanden                                                                                        |
| Schwerer Küstenmörser 09 (β-Gerät 09)                                    | 305          | L/16          | 395–418   | 333–410             | 8.200–8.800          | 1 Sch./2 min           | 45.300 + 9.900 (Bettung)  | 1909         | Bettungsgeschütz; zu Kriegsbeginn 2 Geschütze vorhanden                                                                                        |
| 30,5-cm-Haubitze L/17 i. R.                                              | 305          | L/17          | 400       | 333                 | 11.900–12.000        | 1 Sch./3 min           | 24.500                    | (1912)       | einzelne Krupp’sche Versuchshaubitze, zu Kriegsbeginn eingestellt                                                                              |
| 30,5-cm-Rohr L/30 in M-Lafette, (β-M-Gerät), auch: Schwere Kartaune      | 305          | L/30          | 600       | 333                 | 16.500               | 1 Sch./5 min           | 47.000                    | 1918         | 30,5-cm-Rohr in der Lafette des M-Geräts; 2 Geschütze 1918 zur Erprobung im Fronteinsatz                                                       |
| 35,5-cm-Kanone L/53 „König August“                                       | 355          | L/52,6        | 1.165     | 344                 | 62.200               |                        | 240.000                   | 1916         | Bettungsgeschütz; Verwendung eines Marinerohrs von 1913 aus dem Bestand der Fa. Krupp                                                          |
| 35/38-cm-Kanone L/45 „König Luitpold“                                    |              | L/45          |           |                     | 48.200               |                        |                           |              | Bettungsgeschütz; Marinerohr |
| 38-cm-Schnelladekanone L/45 „Langer Max“                                 | 380          | L/45          | 890–1.040 | 400–750             | 38.700–47.500        |                        |                           | 1916         | Bettungsgeschütz, Hauptbewaffnung der im Bau befindlichen Bayern-Klasse; Rohr auch als Eisenbahn-/Bettungsgeschütz und Küstenkanone im Einsatz |
| Kurze Marinekanone 12 (γ-Gerät), auch: 42-cm-Mörser L/16                 | 420          | L/16          | 400–452   | 800–1.160           | 12.500–14.200        | 1 Sch./5 min           | 150.000                   | 1912         | Bettungsgeschütz; zu Kriegsbeginn 5 Geschütze vorhanden, weitere 5 während des Krieges nachgebaut                                              |
| Kurze Marinekanone 14 (M-Gerät), auch: 42-cm-Mörser i. R. „Dicke Bertha“ | 420          | L/12          | 388–500   | 400–810             | 9.300–12.250         | 1 Sch./5 min           | 42.600                    | 1914         | zu Kriegsbeginn 2 Geschütze vorhanden, weitere 10 nachgebaut                                                                                   |

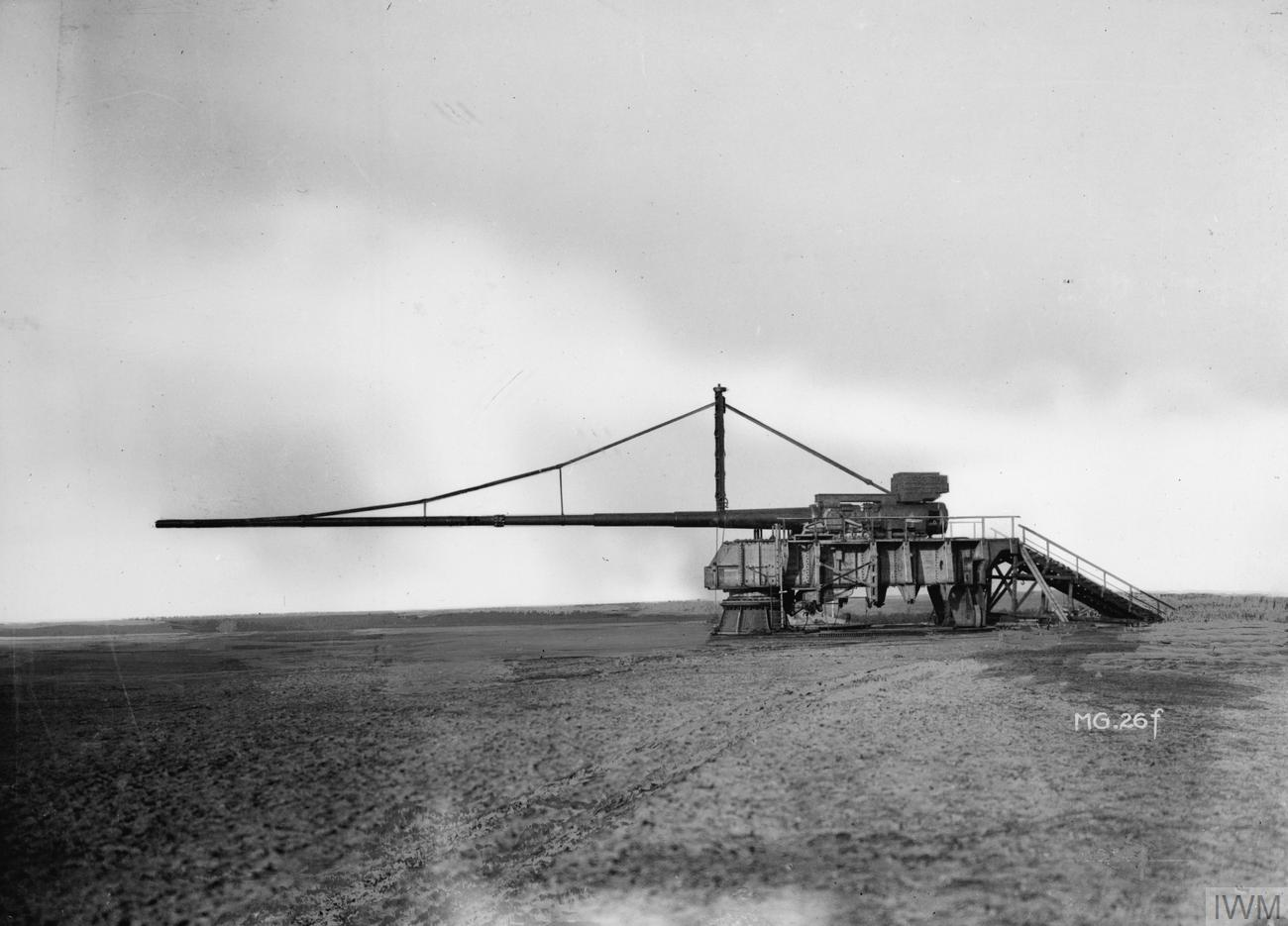
„Paris-Geschütz“, vermutlich auf dem Schießplatz Altenwalde
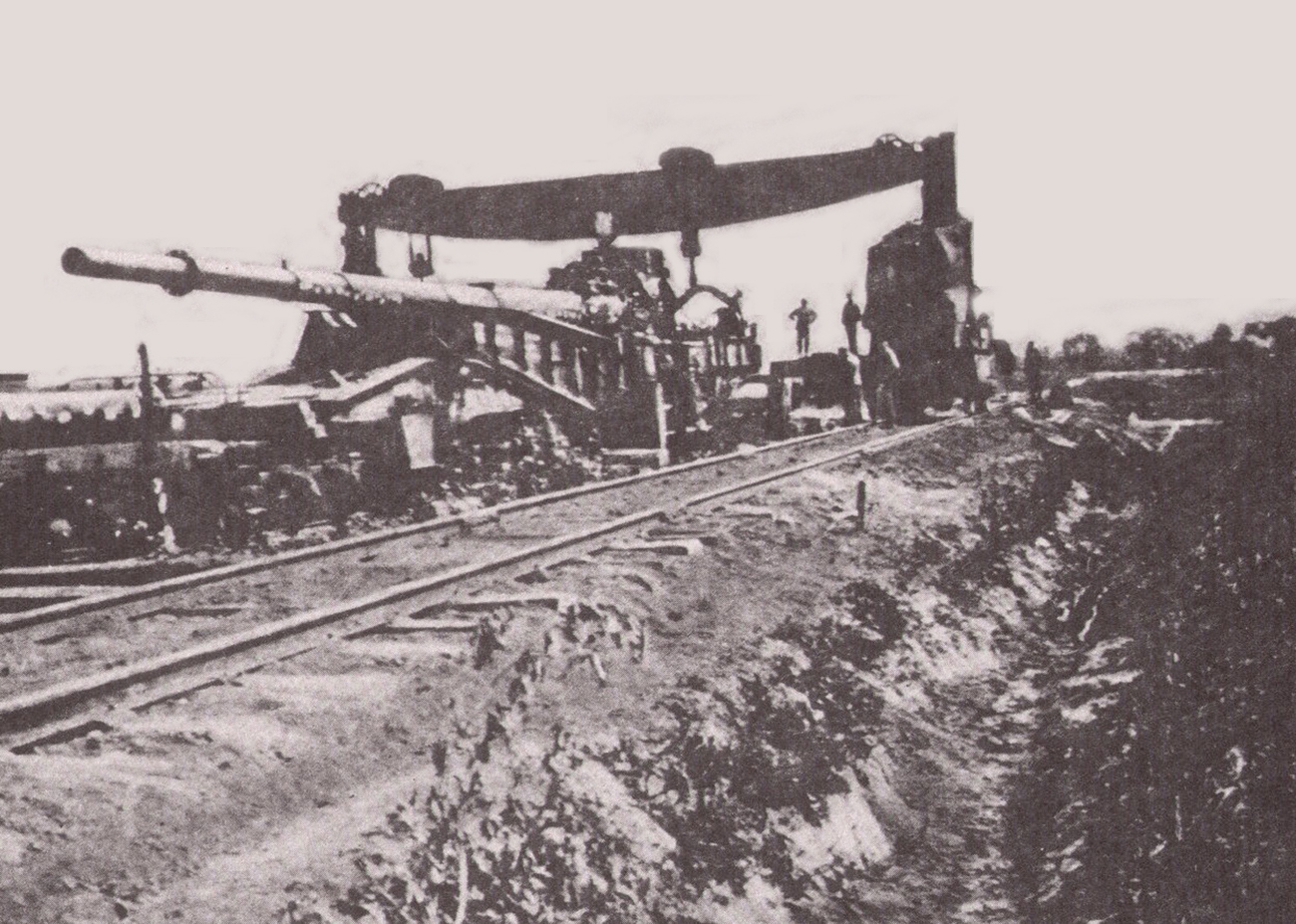
Montage des „Paris-Geschützes“, an der Westfront 1918
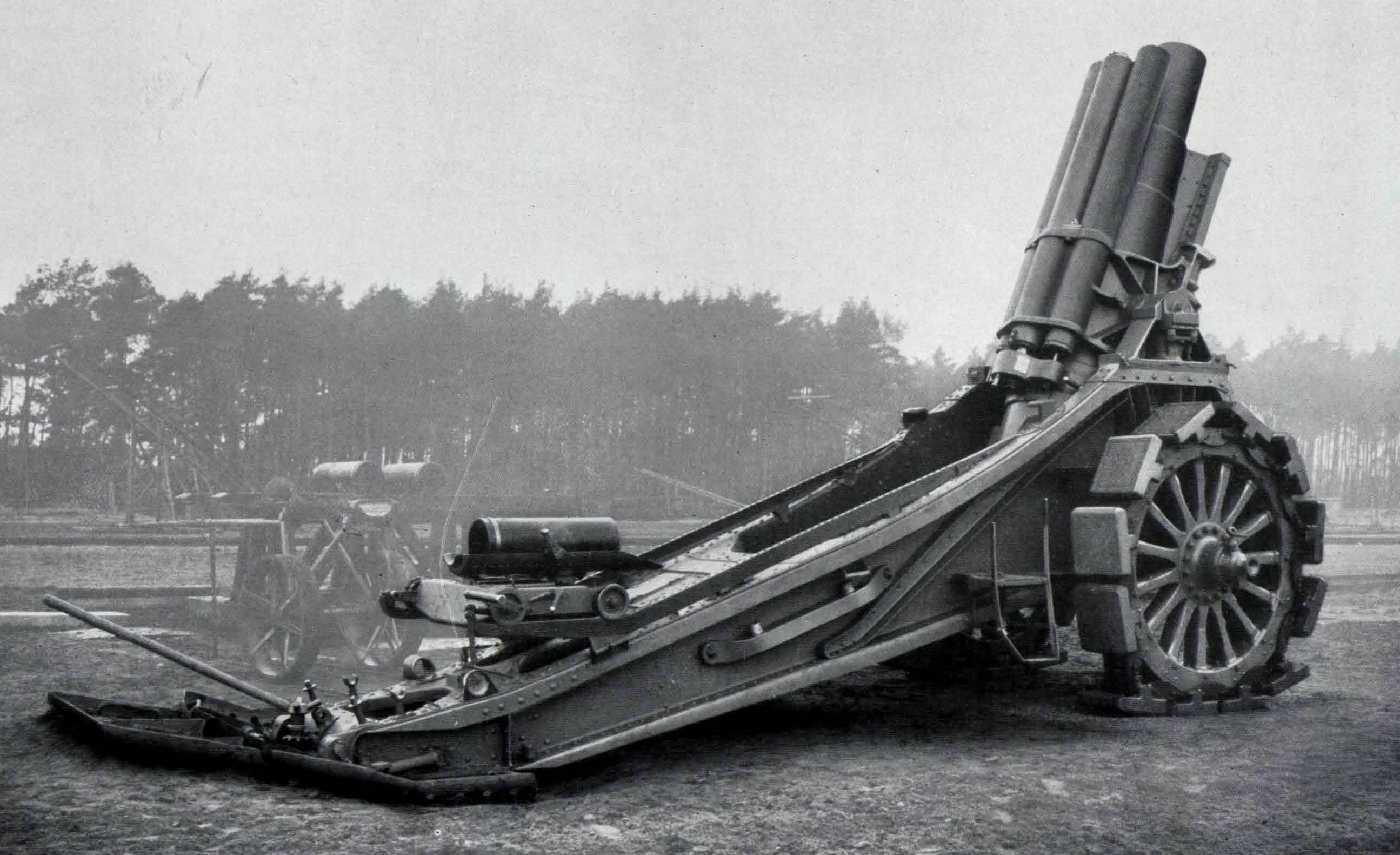
28-cm-Haubitze L/12 in Räderlafette
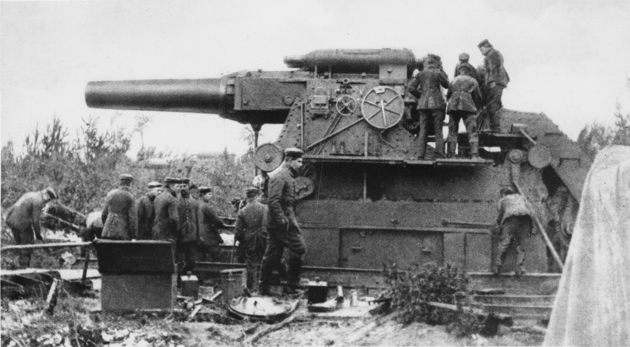
42-cm-Mörser L/16 (γ-Gerät)
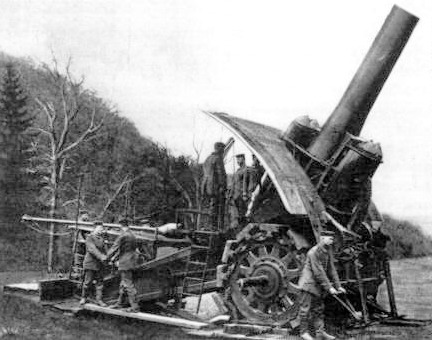
42-cm-Mörser in Räderlafette – die „Dicke Bertha“
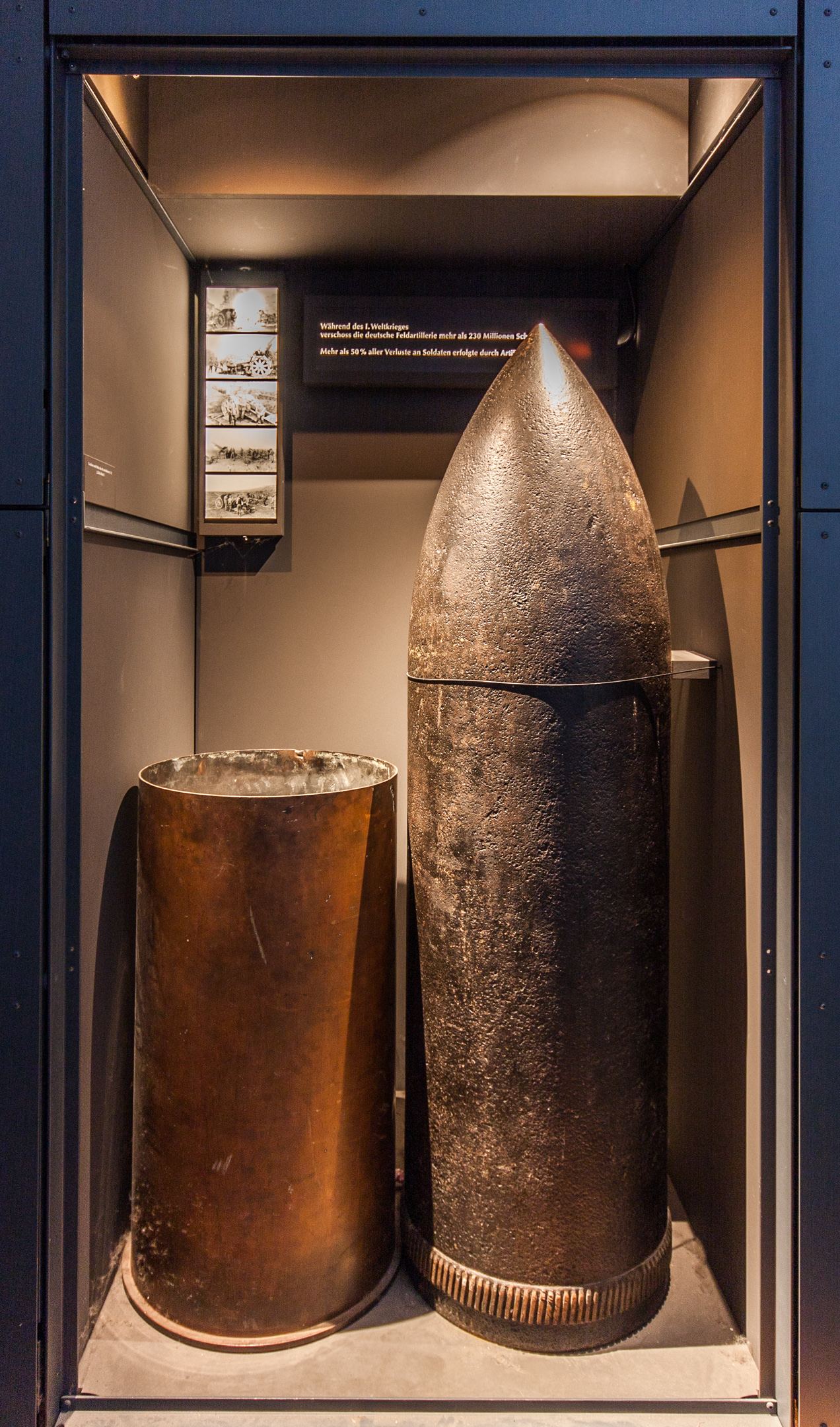
Kartuschhülse und Geschoss der 42-cm-Mörser i. R.

#### Eisenbahngeschütze
Mit dem Erstarren der Westfront des Ersten Weltkriegs im Stellungskrieg und den daraus resultierenden Materialschlachten wuchs der Bedarf des Heeres an weitreichenden Flachfeuergeschützen, vor allem zur Bekämpfung feindlicher Artilleriestellungen (Artillerieduelle, heute unter dem engl. Begriff counter-battery fire bekannt). Ebenso wie die französischen und britischen Streitkräfte griff das Deutsche Heer auf überzählige Marinekanonen zurück, die meistenteils von älteren obsoleten Schiffsklassen, in geringerem Umfang aber auch von im Bau befindlichen Schiffen stammten, deren Fertigstellung sich aufgrund des kriegsbedingten Material- und Personalmangels verzögerte. Allerdings wurden in Deutschland die Marinerohre zunächst nur in improvisierte Feldlafetten eingelegt oder als reine Bettungsgeschütze verwendet. Erst der massive Einsatz französischer Eisenbahnartillerie während der Schlacht an der Somme im Sommer 1916 führte auf deutscher Seite zu einem Umdenken, und die OHL ordnete den beschleunigten Bau von Eisenbahngeschützen an.
Die Bauart der Eisenbahnlafetten war verschieden; während die vergleichsweise leichte 15-cm-Kanone vollständig drehbar auf einem Mittelpivot gelagert war, wurde im Falle der 17-cm-Kanone einfach das gesamte Geschütz einschließlich Räderlafette beschränkt seitenrichtbar (27°) auf einen Eisenbahn-Tiefladewagen gesetzt. Bei schwereren Eisenbahngeschützen war auf der Lafette selbst nur ein sehr geringer oder kein Seitenrichtbereich vorhanden, die Seitenrichtung erfolgte durch Verfahren auf eigens gebauten Schießkurven und Schießklauen oder Drehen auf Drehscheiben. Eine besonders brauchbare Lösung stellte die Vögele-Drehbettung dar. Die meisten schwereren Eisenbahngeschütze waren nach Absetzen des Mittelträgers auf einer Drehbettung und Wegführen der Drehgestelle nicht nur als Eisenbahn-, sondern auch als Bettungsgeschütz einsetzbar, d. h. sie konnten sowohl von der Schiene als auch aus einer Bettung feuern.
Die Zahl der Eisenbahngeschütze war sehr beschränkt. Kurz vor Ende des Ersten Weltkriegs, im Oktober 1918, standen noch an der Front:
- 5 Batterien mit 10 15-cm-Schnellladekanonen L/45 „Nathan“ (von urspr. 24 Geschützen)
- 8 Batterien mit 16 17-cm-Schnellladekanonen L/40 „Samuel“ (von urspr. 30 Geschützen)
- 1 Batterie mit einer 21-cm-Schnellladekanone L/40 „Peter Adalbert“
- 12 Batterien mit 12 24-cm-Schnellladekanonen L/40 „Theodor-Karl“
- 6 Batterien mit 6 28-cm-Kanonen L/40 „Kurfürst“
- 1 Batterie mit einer 28-cm-Schnellladekanone L/40 „Bruno“
- 1 Batterie mit einer 38-cm-Schnellladekanone L/45 „Max“

Leistungsdaten und Bilder der Eisenbahngeschütze:
| Bezeichnung des Geschützes                                                      | Kaliber [mm] | Rohrl. [cal.] | v0 [m/s]  | Geschoss- gew. [kg] | Schussweite max. [m] | Feuerge- schwindigkeit | Gewicht in Feuerst. [kg]   | Ein- führung | Bemerkungen |
| ------------------------------------------------------------------------------- | ------------ | ------------- | --------- | ------------------- | -------------------- | ---------------------- | -------------------------- | ------------ | --- |
| 15-cm-Schnelladekanone L/45 „Nathan“ in Mittelpivot-Lafette                     | 149,1        | L/45          | 840       | 44                  | 22.700               | 1 Sch./3 min           | 55.500                     | 1916         | aus der laufenden Fertigung; Mittelartillerie der Linienschiffe und Schlachtkreuzer, Hauptbewaffnung der kleinen Kreuzer                           |
| 17-cm-Schnelladekanone L/40 „Samuel“ in Räderlafette auf Eisenbahnwagen         | 172,6        | L/40          | 815       | 62,8                | 24.020               | 1 Sch./min             | 61.500                     | 1916         | ehem. Mittelartillerie der Braunschweig-Klasse |
| 21-cm-Schnelladekanone L/40 „Peter Adalbert“ in Eisenbahn-Bettungs-Schießgerüst | 209,3        | L/40          | 770–840   | 115–125             | 17.900–25.580        | 1,5 Sch./min           | 110.430                    | 1916         | ehem. Hauptbewaffnung der obsoleten Panzerkreuzer; urspr. reine Bettungsgeschütze, noch 1916 umgebaut                                              |
| 21-cm-Schnelladekanone L/45 „Peter Adalbert“ in Eisenbahn-Bettungs-Schießgerüst | 209,3        | L/45          | 800–890   | 115–125             | 18.700–26.400        | 1,5 Sch./min           | 107.850                    | 1916         | Reserverohre des 1915 versenkten großen Kreuzers Blücher; urspr. reine Bettungsgeschütze, noch 1916 umgebaut                                       |
| 24-cm-Schnelladekanone L/30 „Theodor Otto“ in Eisenbahn-Bettungs-Schießgerüst   | 238          | L/30          | 640       | 148,5               | 18.700               | 2 Sch./min             | 113.000 (ohne Bettung)     | 1917         | |
| 24-cm-Kanone L/35 in Eisenbahn-Schießgerüst                                     | 238          | L/35          | 670       | 151                 | 16.700               |                        | 120.000                    | 1917         | ehem. Hauptbewaffnung der obsoleten Küstenpanzerschiffe der Siegfried-Klasse                                                                       |
| 24-cm-Schnelladekanone L/40 „Theodor Karl“ in Eisenbahn-Schießgerüst            | 238          | L/40          | 810–840   | 151–190             | 23.100–25.580        | 2 Sch./min             | 120.000                    | 1916         | ehem. Hauptbewaffnung der Kaiser-Friedrich-III.- und der Wittelsbach-Klasse; 1917 zu Eisenbahn-/Bettungsgeschützen von 109.000 kg Gewicht umgebaut |
| 28-cm-Kanone L/40 „Kurfürst“ in Eisenbahn-Bettungs-Schießgerüst                 | 280          | L/40          | 619       | 287                 | 25.900               |                        | 166.000                    | 1917         | ehem. Hauptbewaffnung der Brandenburg-Klasse |
| 28-cm-Schnelladekanone L/40 „Bruno“ in Eisenbahn-Bettungs-Schießgerüst          | 280          | L/40          | 619–830   | 283–287             | 25.900–32.000        | 1 Sch./min             | 156.000 + 10,000 (Bettung) | 1917         | ehem. Hauptbewaffnung der Braunschweig-Klasse |
| 38-cm-Schnelladekanone L/45 „Langer Max“ in Eisenbahn-Bettungs-Schießgerüst     | 380          | L/45          | 890–1.040 | 400–750             | 24.000–47.500        | 1 Sch./min             | 240.000 (ohne Bettung)     | 1917         | Hauptbewaffnung der im Bau befindlichen Bayern-Klasse; Rohr auch als reines Bettungsgeschütz und Küstenkanone im Einsatz                           |

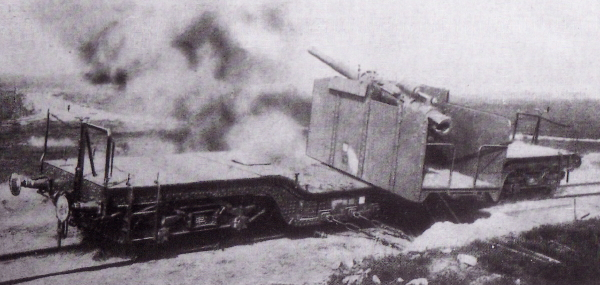
15-cm-SK L/45 „Nathan“
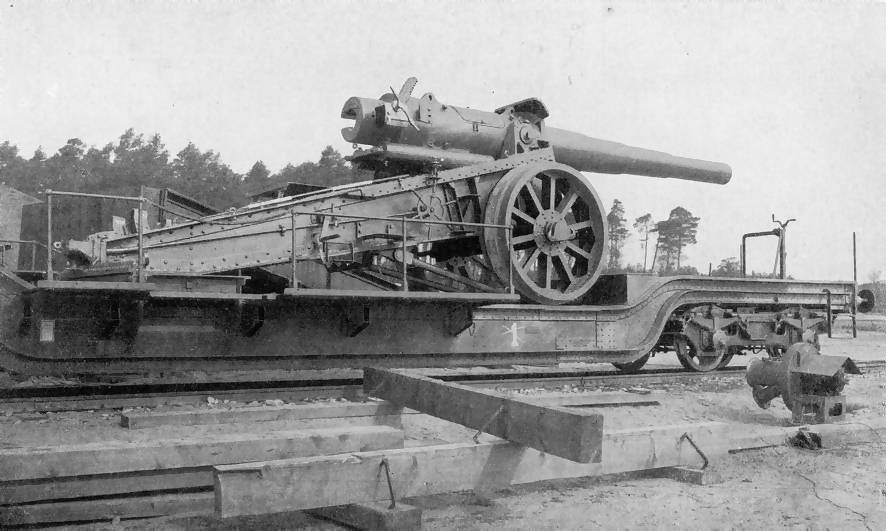
17-cm-SK L/40 „Samuel“
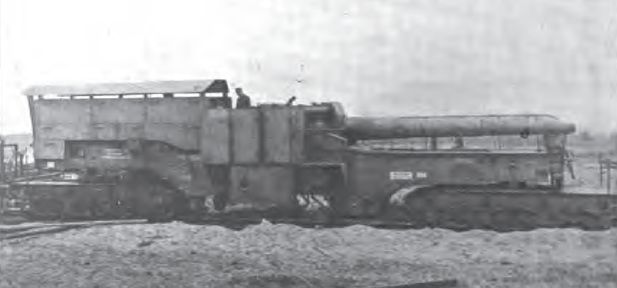
21-cm-SK „Peter Adalbert“
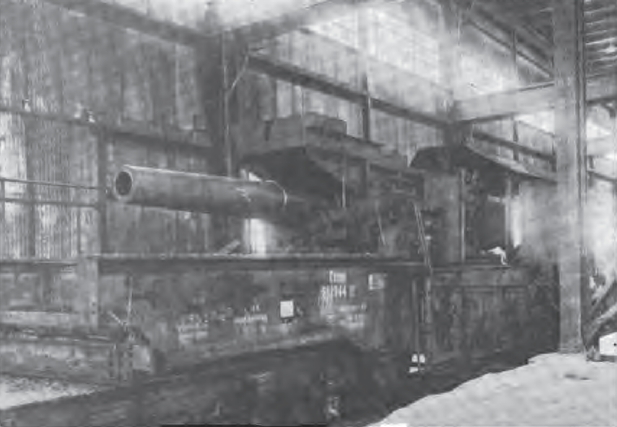
24-cm-SK L/30 „Theodor Otto“
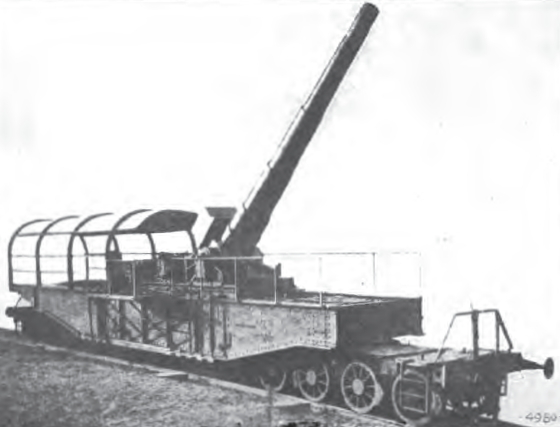
24-cm-SK L/40 „Theodor Karl“
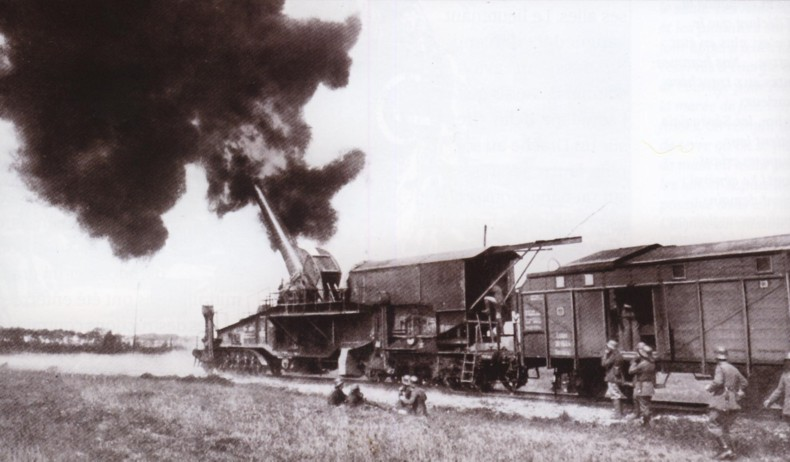
28-cm-SK L/40 „Bruno“ beim Feuern
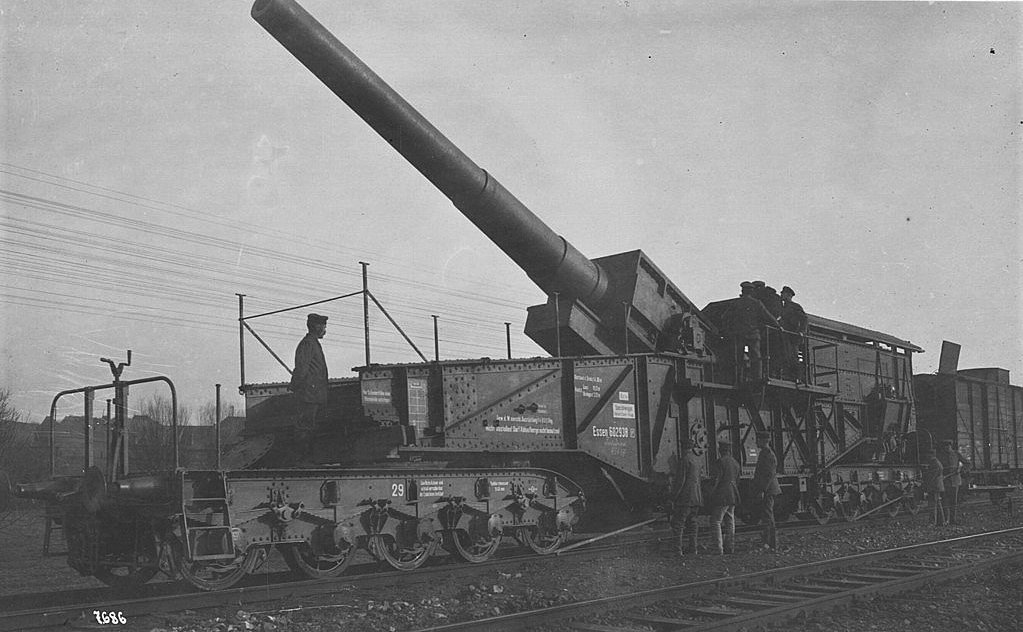
28-cm-K L/40 „Kurfürst“
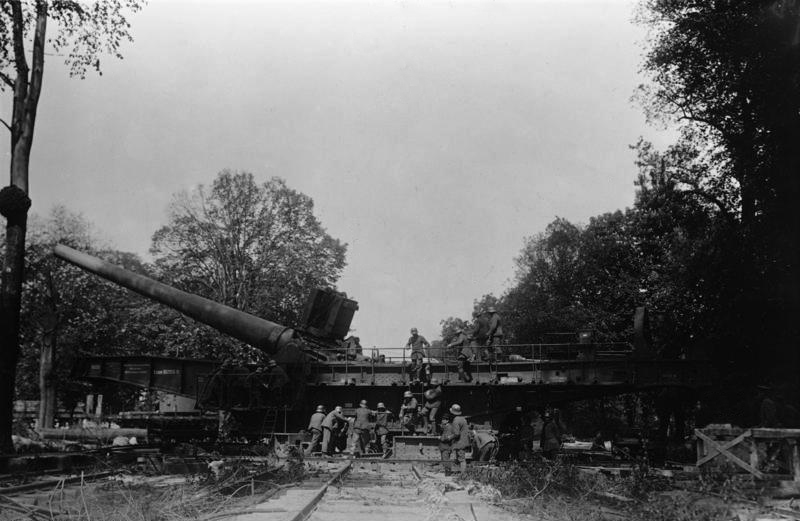
38-cm-SK L/45 „Max“, Eisenbahngeschütz auf Bettung aufgebaut

#### Minenwerfer
Für den Einsatz im Stellungskrieg gegen Feldbefestigungen wurden ab 1910 Minenwerfer als Steilfeuergeschütze geliefert und im Belagerungstrain mitgeführt. Die Minenwerfer waren zunächst eine Waffe der Pioniertruppe. Sie bewährten sich besonders im Grabenkampf des Stellungskrieges. Bei Kriegsausbruch verfügte das Heer über 44 schwere 25-cm-Minenwerfer mit einer Reichweite von 900 m und 116 mittlere 17-cm-Minenwerfer, im Laufe des Krieges erfolgte die Einführung leichter Minenwerfer mit dem Kaliber 7,58 cm und einer Reichweite 1.300 m, von denen je zwei den Infanterie-Bataillonen zugeordnet wurden. Dazu kamen zum Teil veraltete Festungs- und Beutegeschütze zum Einsatz. Gegen Ende des Krieges wurde das Minenwesen von der Pioniertruppe der Infanterie übertragen.
Minenwerfer des Ersten Weltkrieges waren:
- Leichter Minenwerfer System Lanz 9,15 cm
- Leichter Minenwerfer 7,58 cm
- Mittlerer Minenwerfer 17 cm
- Schwerer Minenwerfer 25 cm

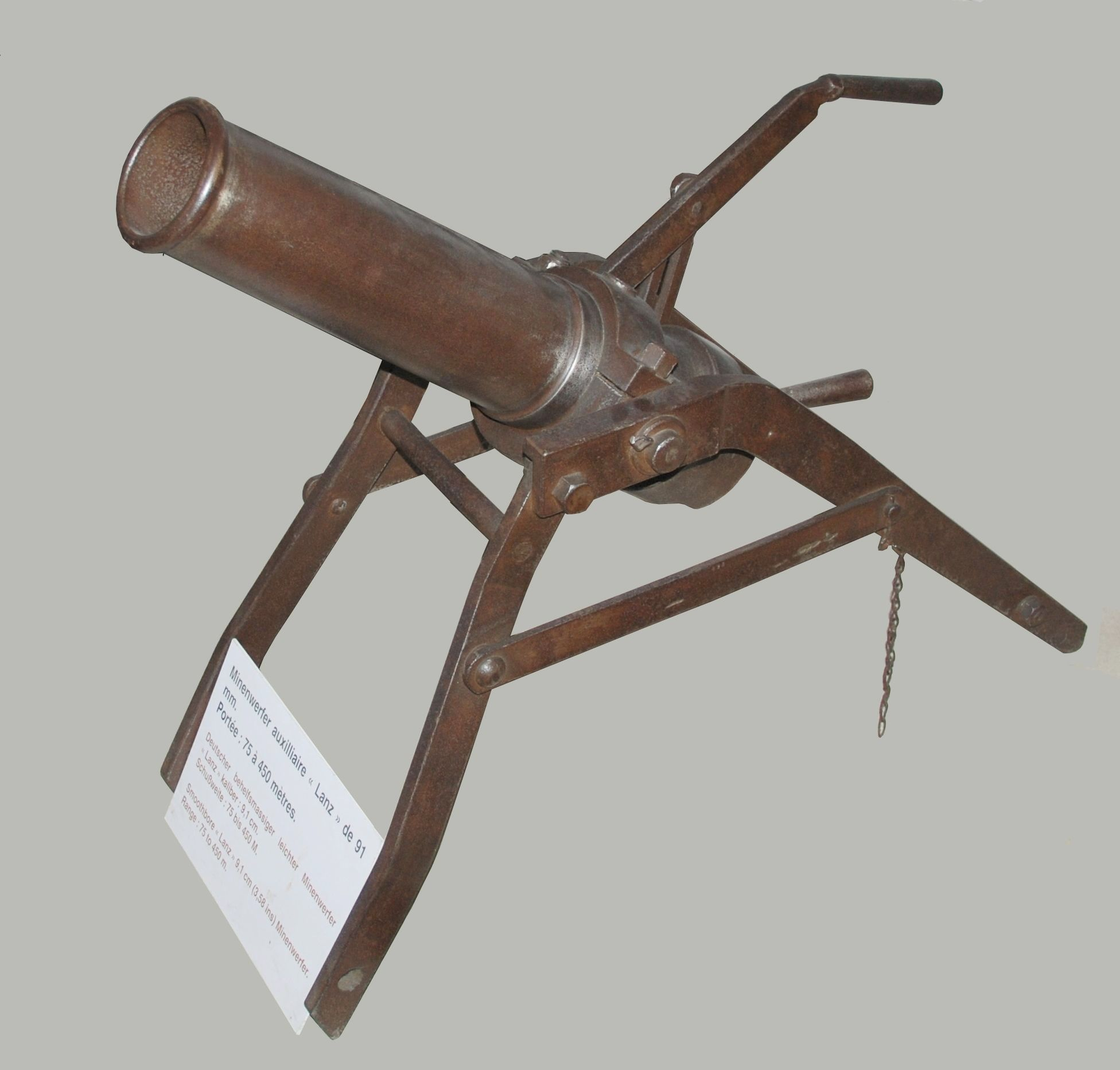
Minenwerfer Lanz 91
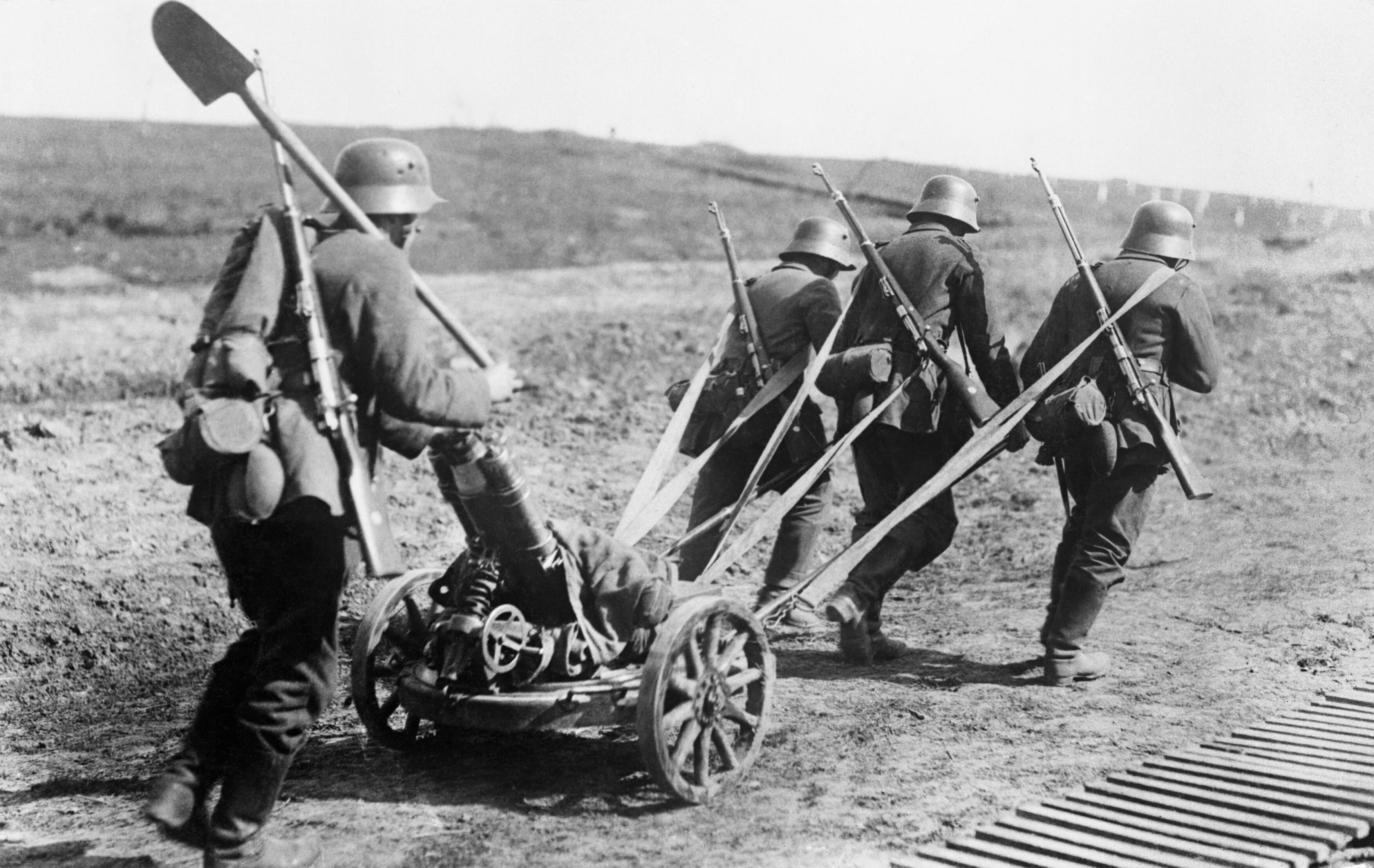
Leichter Minenwerfer 7,58 cm n. A.
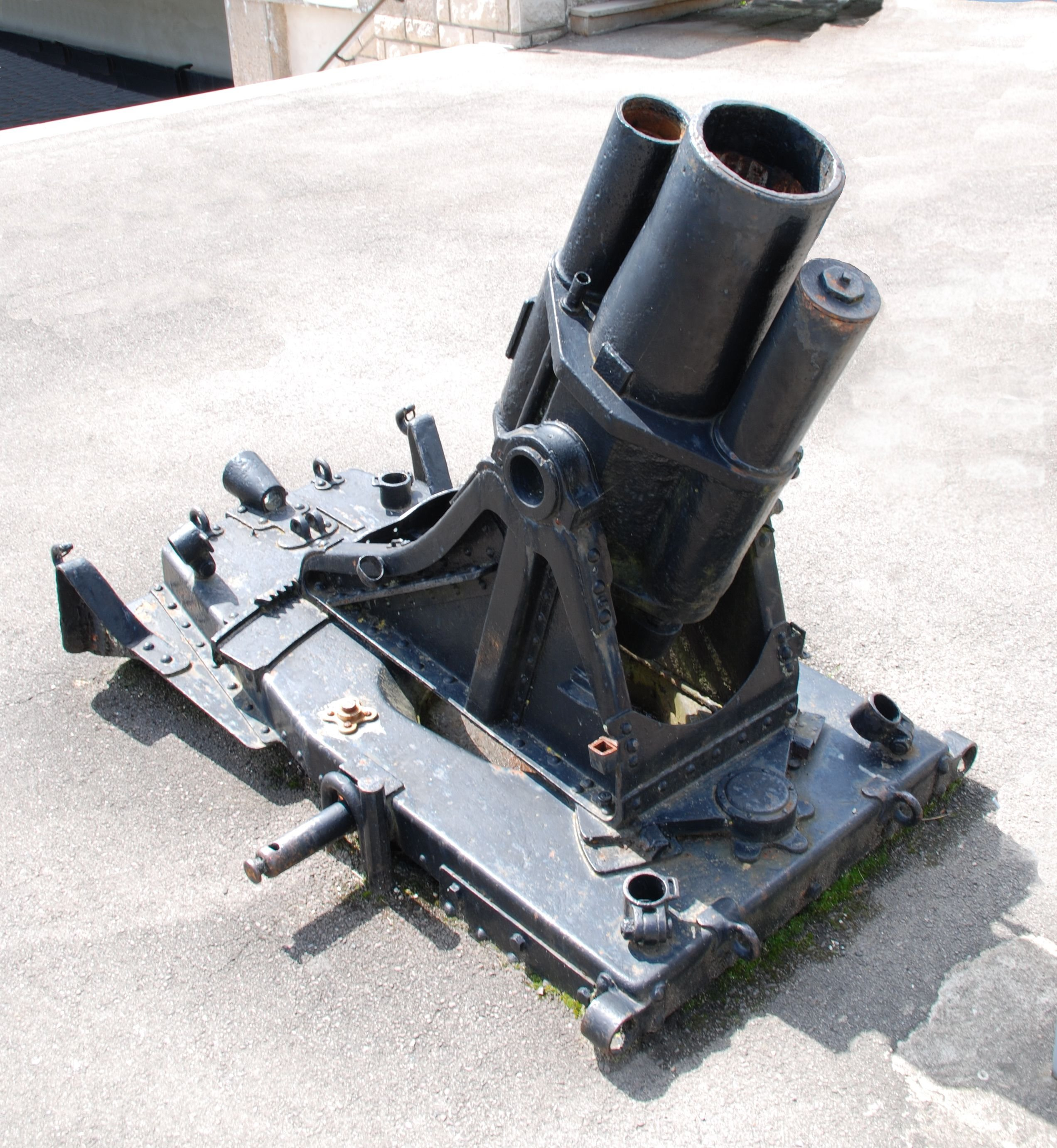
17-cm-Minenwerfer n.A.
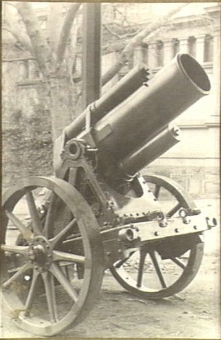
25-cm-Minenwerfer

## Sonder- und Spezialeinheiten

### Artillerie-Messwesen
Neben den Luftschifferabteilungen und den Artilleriefliegern, die den Luftstreitkräften zugeordnet wurden, stellte die Artillerie weitere Beobachtungs- und Messeinheiten auf, die zum Vorläufer der Aufklärenden Artillerie wurden. Um die Weiterentwicklung dieser neuen Spezialeinheiten kümmerte sich der am 30. August 1916 ernannte Inspekteur des Artillerie-Messwesens in der OHL, im Oktober 1917 wurde die Artillerie-Mess-Schule in Wahn am Rhein gegründet. Zur Ortung feindlicher Batterien entstanden ab 1915 Messtrupps. 224 Mastfernrohrtrupps wurden aufgestellt. Ziel war die vom Feind unbemerkte Vorbereitung der Feuerwalze. Stellungen konnten vorab plangenau vermessen werden, die Schusswerte für die Batterien wurden vorausberechnet. Durch dieses nach dem deutschen Artillerie-Offizier Bruchmüller („Durchbruchmüller“) benannte und ständig perfektionierte Verfahren konnte aus im Schutze der Nacht bezogenen Feuerstellungen bei Tagesanbruch ein überraschender Feuerschlag mit hoher Treffsicherheit gegen aufgeklärte Feindstellungen ausgelöst werden.

#### Lichtmesstrupps
Das Prinzip des Lichtmessverfahrens wurde 1915 aus den Messplantrupps heraus entwickelt, die auf Divisionsebene Zielmeldungen auswerteten und daraus Feuerpläne der Artillerie entwickelten. Im September 1915 wurden aus den verfügbaren Messplantrupps insgesamt 101 Lichtmesstrupps mit je einer Messplanstelle und fünf bis sechs Messstellen aufgestellt. Von diesen wurden die Mündungsblitze feindlicher Artilleriestellungen eingemessen und zur zentralen Auswertung weitergemeldet. Damit wurde ein Planschießen auch gegen versteckte oder gedeckte Feindartillerie möglich. Bis zum Kriegsende wurden 160 Lichtmesstrupps eingesetzt.

#### Schallmesstrupps
Parallel begann die Entwicklung des Schallmessverfahrens. Im Januar 1916 wurden 51 Schallmesstrupps aufgestellt, die mit an verteilten Geländepunkten aufgestellten Mikrofonen die Abschussdetonation feindlicher Geschütze aufgezeichneten und zeitlich präzise abglichen. Bei Kriegsende bestanden 110 Schallmesstrupps.

#### Richtungshörer
Im Mai 1918 wurden drei Lichtmess- und fünf Schallmesstrupps aufgelöst und dafür drei Richtungshörerzüge gebildet, die beide Verfahren kombiniert zur Zielortung anwenden konnten.

### Karten- und Wetterdienst
Da die Wetterbedingungen erheblichen Einfluss auf die Feuerleitung der Artillerie hatten, griffen die Befehlsstellen hier auf die Unterstützung durch die Wetterwarten der Luftstreitkräfte zurück. Artillerie-Berichtigungstrupps der Artillerie setzten deren Wettermeldungen über die Barbara-Meldung ballistisch zur Schaffung sicherer Schießgrundlagen unter Berücksichtigung der „Besonderen und Witterungseinflüsse (BWE)“ aus.
Mit den Luftstreitkräften entwickelte sich darüber hinaus eine enge Zusammenarbeit beim Einsatz von Feld-Luftschiffern und Artilleriefliegern in der Feuerleitung sowie den Reihenbildzügen, die wesentlich zur Kartenerstellung und -korrektur in den Vermessungsabteilungen und zur Zielortung beitrugen.

### Panzerzüge
Panzerzüge gehörten nicht zur Artillerie, sondern waren dem Militär-Verkehrswesen zugeordnet.

## Abkürzungen
| AFlA     | Artilleriefliegerabteilung (bis 1916) |
| Arko     | Artilleriekommandeur (ab 1917) |
| BAK      | Ballonabwehr-Kanone |
| B-Stelle | Beobachtungsstelle |
| FA(A)    | Fliegerabteilung (Artillerie) (ab 1916) |
| Flak     | Flugzeugabwehr-Kanone |
| IG       | Infanterie-Geschütz |
| K1–6     | Kanoniere 1–6 der Geschützgruppe |
| OHL      | Oberste Heeresleitung |
| TAK      | Tankabwehr-Kanone |
| v0       | Mündungsgeschwindigkeit in Metern pro Sekunde. Eine hohe Mündungsgeschwindigkeit bedeutet höhere Reichweite und steigert bei direktem Schuss Treffgenauigkeit und Durchschlagskraft des Geschosses. |